# فهرست خطوط اتوبوسرانی تهران
خطوط شرکت واحد اتوبوسرانی تهران و حومه از گذشته همواره با تغییراتی همراه بود که از سال ۱۳۳۵ تا ۱۳۷۰ خطوط به تدریج شکل گرفتند از سال ۱۳۷۰ اتوبوسرانی دچار تحولات اساسی شد و طی سال‌های ۱۳۷۱ تا ۱۳۷۴ خطوط بسیاری اصلاح یا تأسیس شد این روند در سال‌های بعد طی سال‌های ۱۳۷۷، ۱۳۷۸، ۱۳۸۲ تا ۱۳۸۵ با روش‌های جدید و تلفیقی از خطوط مترو و اتوبوس پیگیری شد. در سال ۱۳۸۵ با اجرای طرح خصوصی‌سازی بر مبنا پر مسافر (درآمد بر مبنای تعداد مسافر) تعداد مسافران در خطوط عادی به شدت کاهش یافت و گرایش شهروندان به خودروی شخصی بیشتر شد. بیشترین تعداد انحلال خطوط اتوبوسرانی در فاصله سال‌های ۱۳۸۶ تا ۱۳۹۵ اتفاق افتاد و به‌طور کلی در این سال‌ها خطوط از حالت پیوسته و منجسم خارج شد.

## فهرست خطوط فعال اتوبوسرانی در حال حاضر
| کد خط              | مبدا                     | مقصد                         | ایستگاه ها و محل های مهم | منطقه شرکت واحد |
| ------------------ | ------------------------ | ---------------------------- | --- | --------------- |
| ۱۰۱ تندرو BRT      | پایانه آزادی             | چهارراه تهرانپارس            | خیابان آزادی، استاد معین، بهبودی، نواب صفوی، میدان‌انقلاب، چهارراه ولیعصر، م. فردوسی، دروازه دولت، پیچ شمیران، میدان امام حسین، خیابان دماوند، وحیدیه، خ. آیت، پل خاقانی | ۱               |
| ۱۰۲ تندرو BRT      | پایانه خاوران            | پایانه آزادی                 | خیابان خاوران، میدان خراسان، میدان قیام، مولوی، میدان محمدیه، میدان رازی، امامزاده معصوم، دوراهی قپان، میدان شمشیری، هاشمی، بزرگراه سعیدی | ۲               |
| ۱۰۳ تندرو BRT      | پایانه علم و صنعت        | پایانه خاوران                | بزرگراه رسالت، سرسبز، میدان نبوت، میدان‌امامت، نیروی هوایی، پیروزی، قصر فیروزه، بزرگراه محلاتی، افسریه، میدان بسیج | ۳               |
| ۱۰۴ تندرو BRT      | پایانه جنوب              | پایانه شهید افشار            | میدان بهمن، پل جوادیه، بزرگراه نواب صفوی، هلال احمر، قزوین، آذربایجان، میدان توحید، بزرگراه چمران، کوی نصر، ملاصدرا ، پل مدیریت، نمایشگاه بین المللی، چهارراه پارک وی | ۴               |
| ۱۰۵ تندرو BRT      | پایانه علم و صنعت        | پایانه بیهقی                 | بزرگراه رسالت، سرسبز، میدان رسالت، چهارراه مجیدیه، بنی هاشم، سیدخندان، میدان‌آرژانتین | ۳               |
| ۱۰۶                | پایانه شهید افشار        | پایانه لاله                  | الهیه ، بزرگراه شهید صدر ، دستور ، قیطریه ، چیذر ، فرمانیه ، اختیاریه شمالی ، متروی نوبنیاد ، شهرک شهید رجایی ، بزرگراه امام علی ، ازگل ، مینی سیتی ، بلوار ارتش | ۳               |
| ۱۰۷ تندرو BRT      | پایانه معین              | پایانه تجریش                 | میدان‌ راه آهن ، خیابان ولیعصر ، مولوی ، منیریه ، جمهوری ، چهارراه ولیعصر ، میدان ولیعصر ، مطهری ، بهشتی ، پارک ساعی ، میدان ونک ، میرداماد ، ظفر ، نیایش ، پارک ملت ، چهارراه پارک وی ، محمودیه ، باغ فردوس ، امامزاده صالح | ۴               |
| ۱۰۸ تندرو BRT      | پایانه خاوران            | پایانه جنوب                  | میدان بسیج ، بزرگراه بعثت ، شهرک شهید بروجردی ، انتهای ۱۷ شهریور ، پارک بعثت ، چهارراه خزانه بخارایی | ۲               |
| ۱۰۹ تندرو BRT      | پایانه مترو جوانمرد قصاب | پایانه لاله                  | میدان نماز ، شهرری ، دیلمان ، بزرگراه امام علی ، پارک توسکا ، پل بزرگراه بعثت ، اتابک ، پل خیابان خاوران ، میدان شهید محلاتی ، پل خیابان صفا ، پل پیروزی ، پل خیابان دماوند ، پل شهید مدنی ، پل سبلان ، پل خیابان فرجام غربی ، شمس آباد ، مبارک آباد ، شیان ، لویزان ، پل گلشن ، بلوار ارتش ، دانشگاه پیام نور ، مترو شهید محلاتی(خط ۳) ، شهرک کوثر | ۶               |
| ۱۱۰ تندرو BRT      | دانشگاه علوم و تحقیقات   | پایانه آزادگان               | بلوار سیمون بولیوار ، چهاردیواری ، بزرگراه آیت اله اشرفی اصفهانی ، شهید آبشناسان ، پونک ، تیراژه ، مرزداران ، فلکه دوم صادقیه ، بزرگراه جناح ، میدان آزادی ، بزرگراه سعیدی ، چهارراه یافت آباد ، وصفنارد ، میدان‌ زمزم ، مترو نعمت آباد(خط ۳) ، مترو آزادگان                                                                                         | ۵               |
| ۱۵۲ (۷ تندرو BRT)  | پارک وی                  | پایانه معین                  | | ۴               |
| ۱۵۳ (۱۰ تندرو BRT) | دانشگاه علوم و تحقیقات   | میدان آزادی                  | | ۵               |
| ۱۵۴ (۴ تندرو BRT)  | پایانه شهید افشار        | میدان جمهوری                 | | ۴               |
| ۲۰۱                | پایانه خاوران            | پایانه شهرک شهید بروجردی     | سعیدیه | ۲               |
| ۲۰۲ گردشی          | میدان شهید کلاهدوز       | انتهای بلوار هجرت            | بزرگراه بسیج ، سه راه تختی ، بلوار هجرت | ۲               |
| ۲۰۳                | پایانه جنوب              | پایانه شهرک شهید بروجردی     | بزرگراه بعثت ، انتهای خیابان ۱۷ شهریور ، ابتدای کیانشهر ، سعیدیه | ۲               |
| ۲۰۴                | سعدی جنوبی               | پاسدار گمنام                 | خیابان امیرکبیر ، خیابان مولوی ، میدان خراسان ، دولاب ، بازار گل ، میدان امام حسن‌ مجتبی ، اصفهانک | ۲               |
| ۲۰۶                | پایانه علم و صنعت        | پایانه شهید براری            | دردشت ، میدان شقایق ، فلکه آشتیانی ، تهران نو ، فلکه اطلاعات ، فلکه چایچی ، فلکه لوزی ، ابتدای پیروزی شرقی ، میدان شهید کلاهدوز | ۳               |
| ۲۰۸                | شهرک پارس                | پل خاقانی                    | پارک پلیس ، پل استقلال- باقری ، شهرک امید ، بلوار استقلال ، خیابان سراج ، بلوار دلاوران ، میدان الغدیر ، دانشگاه علم و صنعت ، سه راه فرجام‌ ، مترو سرسبز ، میدان رسالت ، دردشت ، نارمک ، میدان شقایق | ۳               |
| ۲۰۹                | پل خاقانی                | پایانه شهید بهشتی            | نارمک ، خیابان شهید ثانی ، مسیل باختر ، خیابان جانبازان ، مترو شهید قدوسی(خط۳) ، عباس آباد | ۳               |
| ۲۱۰                | خیابان معلم              | میدان هروی                   | مجیدیه جنوبی ، خیابان استاد حسن بنا ، میدان‌ملت ، مجیدیه شمالی ، شمس آباد | ۳               |
| ۲۱۱                | خیابان معلم              | میدان بهارستان               | خیابان سبلان ، خیابان شهید مدنی ، نظام آباد ، بیمارستان و میدان امام حسین ، دروازه شمیران | ۳               |
| ۲۱۲                | پایانه شهید بهشتی        | میدان امام حسین              | عباس آباد ، خیابان شهید مطهری ، خیابان شریعتی ، سه راه معلم ، خیابان دماوند | ۳               |
| ۲۱۴                | پایانه افق               | پایانه شهید دستواره (معصومی) | حکیمیه ، ابتدای بلوار احسان ، دانشگاه امام حسین ، بزرگراه شهید بابایی ، لویزان ، مترو نوبنیاد(خط۳) | ۳               |
| ۲۱۵ گردشی          | سوهانک                   | سه راه ضرابخانه              | بلوار ارتش ، مینی سیتی ، ازگل ، اقدسیه ، میدان نوبنیاد ، خیابان پاسداران ، سه راه اختیاریه ، گلستان ، چالهرز ، حسینیه ارشاد | ۳               |
| ۲۱۶                | شهرک شهید محلاتی         | پایانه علم و صنعت            | مترو شهید محلاتی (خط ۳) ، بلوار ارتش ، لویزان ، خیابان هنگام ، خیابان سراج ، خیابان شهید سردار نیلفروشان، مترو سرسبز (خط۲) ، میدان رسالت ، بزرگراه رسالت | ۳               |
| ۲۱۷                | شهرک صدف                 | مترو قیطریه                  | شهرک نفت ، شهرک البرز ، مینی سیتی ، بلوار ارتش ، اقدسیه ، فرمانیه ، خیابان شهید لواسانی ، کامرانیه ، چیذر ، بلوار شهید اندرزگو ، قیطریه ، ابتدای بلوار کاوه | ۳               |
| ۲۱۸                | میدان جماران             | میدان درکه                   | خیابان شهید باهنر ، دزاشیب ، میدان قدس ، مترو تجریش (خط۱) ، خیابان ولیعصر ، خیابان رشید الدین فضل اله | ۳               |
| ۲۲۰                | میدان ازگل               | میدان تجریش                  | بلوار ارتش ، مینی سیتی ، مترو اقدسیه(خط۳) ، خیابان شهید لواسانی ، فرمانیه ، کامرانیه ، دزاشیب ، میدان قدس ، مترو تجریش(خط ۱) | ۳               |
| ۲۲۱                | پایانه شهید افشار        | میدان ولنجک                  | پارک وی ، تابناک ، دانشگاه شهید بهشتی | ۳               |
| ۲۲۲ گردشی          | میدان رسالت              | کوهک                         | نیروی دریایی ، فرجام غربی ، مترو سرسبز(خط۲) | ۳               |
| ۲۲۴                | پایانه افق               | پایانه علم و صنعت            | حکیمیه ، ابتدای احسان ، کنارگذر شهید زین الدین ، استخر ، پروین ، جشنواره ، چهارراه اشراق ، فرجام ، دردشت | ۳               |
| ۲۲۵                | میدان قدس                | پایانه شهید دستواره (معصومی) | مترو تجریش(خط ۱) ، خیابان شریعتی ، خیابان شهید کلاهدوز ، قلهک ، چهارراه قنات ، دروس ، میدان اختیاریه ، میدان نوبنیاد | ۳               |
| ۲۲۷                | پایانه شهرک والفجر       | میدان ولیعصر                 | امیرآباد ، کارگر شمالی ، بزرگراه شهید گمنام ، میدان گلها ، خیابان فاطمی ، خیابان حجاب ، بلوار کشاورز | ۵               |
| ۲۲۸                | پایانه شهید بهشتی        | بیمارستان امام خمینی         | عباس آباد ، خیابان بهشتی و مطهری ، خیابان فاطمی | ۵               |
| ۲۳۱ گردشی          | شهرک دانشگاه صنعتی شریف  | پایانه مترو وردآورد          | بلوار همدان ، بلوار تهران ، بلوار شهید اردستانی ، بلوار دانش | ۵               |
| ۲۳۳                | پایانه جنت آباد          | پایانه شقایق                 | جنت آباد شمالی ، بلوار شاهین ، جنت آباد جنوبی ، بزرگراه شهید ستاری ، بلوار شقایق ، مترو ارم سبز(خط ۵) | ۵               |
| ۲۳۴                | میدان شیخ بهایی          | پایانه مترو شهید حقانی       | ده ونک ، خیابان سئول جنوبی ، بزرگراه نیایش ، بیمارستان قلب شهید رجایی ، خیابان ولیعصر ، میدان ونک ، بزرگراه شهید حقانی | ۳               |
| ۲۳۵                | کوی نصر                  | پایانه کاوه                  | گیشا ، بزرگراه جلال آل احمد ، بزرگراه شهید چمران ، میدان توحید ، خیابان آزادی ، میدان انقلاب | ۵               |
| ۲۳۶                | کوی نصر                  | میدان ولیعصر                 | گیشا ، بزرگراه جلال آل احمد ، بیمارستان شریعتی ، مرکز قلب تهران ، خیابان کارگر شمالی ، خیابان فاطمی ، بلوار کشاورز | ۵               |
| ۲۳۷ گردشی          | شهرک اکباتان             | خیابان‌ شهید نفیسی            | گردش داخل فازهای مختلف شهرک اکباتان | ۳               |
| ۲۳۸                | شهرک رسالت               | میدان محمدیه                 | صالح آباد ، بلوار شهید دستواره ، خزانه بخارایی ، خیابان شهید رجایی شمالی ، خیابان خیام | ۶               |
| ۲۴۳                | شهرک توحید               | پایانه امام خمینی            | صالح آباد شرقی ، کوی سیزده آبان ، خیابان شهید رجایی ، مترو شوش(خط۱) ، خیابان خیام ( برگشت خیابان‌ وحدت اسلامی ) | ۶               |
| ۲۴۴                | پلائین                   | پایانه مترو علی آباد         | مرتضی گرد ، شهرک گلریز ، بزرگراه آزادگان ، خیابان شهید رجایی شمالی ، بلوار ابریشم | ۶               |
| ۲۴۵                | میدان راه آهن نازی آباد  | پایانه مترو شهرری            | پل جوادیه ، دشت آزادگان ، نازی آباد ، بلوار ابریشم ، بلوار شهید دستواره ، میدان نماز ، بلوار کمیل | ۶               |
| ۲۴۶                | میدان راه آهن خزانه      | پایانه مترو جوانمرد قصاب     | خیابان شوش ، خزانه بخارایی ، بلوار دستواره ، دیلمان ، فدائیان اسلام ، میدان شهرری ، ابن بابویه | ۶               |
| ۲۴۸                | شهرک گلدسته              | پایانه بوتان                 | شمس آباد ، سرشاتره ، چهاردانگه ، بزرگراه سعیدی ، مترو آزادگان(خط ۳) ، میدان‌ زمزم ، وصفنارد ، شمشیری |                 |
| ۲۵۰                | پایانه آزادی             | شهرک آزادی                   | بزرگراه شهید لشگری ، مترو بیمه(خط ۴) ، شیشه مینا ، شهرک فرهنگیان |                 |
| ۲۵۲                | پایانه آزادی             | شهرک شهرداری                 | بزرگراه شهید لشگری ، جاده مخصوص کرج ، شهرک چیتگر ، شهرک غزالی ، شهرک ویلاشهر |                 |
| ۲۵۳                | پایانه آزادی             | شهرک دانشگاه                 | بزرگراه شهید لشگری ، سر تهرانسر ، انتهای کوهک جنوبی |                 |
| ۲۵۴                | پایانه مترو نعمت آباد    | بیمارستان شهید فیاض بخش      | اسماعیل آباد ، یافت آباد ، میدان‌ الغدیر ، ابراهیم آباد ، شهرک مفید ، خلیج فارس |                 |
| ۲۵۵                | پایانه آزادی             | پایانه استقلال               | بزرگراه لشگری ، بلوار گلها ، تهرانسر ، بلوار دکتر عبیدی |                 |
| ۲۵۶                | پایانه ۱۷ شهریور         | پایانه شهید فیاض بخش         | نازی آباد ، خیابان شهید رجایی شمالی ، خیابان شوش غربی ، آگاهی تهران‌ ، خیابان وحدت اسلامی ، پارک شهر |                 |
| ۲۵۷                | بلوار ابریشم             | پایانه شهید فیاض بخش         | خزانه بخارایی ، فلکه چهارم تا اول خزانه ، عباسی ، مترو شوش(خط۱) ، میدان محمدیه ، خیابان خیام ، بازار ، پارک شهر |                 |
| ۲۵۸                | جوادیه                   | پایانه شهید فیاض بخش         | میدان راه آهن ، خیابان شوش ، میدان محمدیه ، خیابان خیام ، بازار ، پارک شهر |                 |
| ۲۵۹                | پایانه معین              | شهرک والفجر                  | راه آهن ، کارگر جنوبی ، میدان گمرک ، میدان قزوین ، میدان حر ، میدان پاستور ، میدان انقلاب ، کارگر شمالی ، پارک لاله ، کوی دانشگاه ، امیرآباد |                 |
| ۲۶۳                | پایانه خاوران            | قیام دشت                     | سه راه افسریه ، میدان آقانور ، بزرگراه امام رضا ، فرون آباد |                 |
| ۲۶۸                | بلوار استاد معین         | پایانه کاوه                  | خیابان هاشمی (رفت) ، خیابان دامپزشکی (برگشت) ، سلسبیل ، میدان جمهوری ، خیابان توحید ، خیابان آزادی ، میدان‌انقلاب |                 |
| ۲۶۹                | بلوار استاد معین         | پایانه شهید فیاض بخش         | خیابان هاشمی (رفت) ، خیابان آذربایجان و دامپزشکی (برگشت) ، خیابان امام خمینی ، میدان حر ، میدان حسن آباد ، پارک شهر |                 |
| ۲۷۰                | قصرالدشت                 | پایانه شهید فیاض بخش         | قصرالدشت (رفت) ، کارون (برگشت) ، خیابان کمیل ، کارگر جنوبی ، میدان حر ، خیابان امام خمینی ، م.حسن آباد ، پارک شهر |                 |
| ۲۷۱                | مالک اشتر                | پایانه شهید فیاض بخش         | خیابان امام خمینی ، دانشگاه جنگ ، میدان حر ، میدان حسن‌ آباد ، پارک شهر |                 |
| ۲۷۲                | شهید بختیاری             | پایانه کاوه (انقلاب)         | سی متری جی ، کمیل ، رودکی جنوبی (رفت) ، جیجون (برگشت) ، م.جمهوری ، خ.توحید ، خیابان آزادی |                 |
| ۲۷۳                | شهرک ژاندارمری           | پایانه کاوه (انقلاب)         | مرزداران ، بزرگراه جلال آل احمد ، شهرآرا ، ستارخان ، توحید |                 |
| ۲۷۵                | پایانه معین              | خیابان شهید زارع             | کارگر جنوبی ، گمرک‌ ، پارک رازی ، خ.قزوین ، اسکندری جنوبی (رفت) ، کمالی (برگشت) |                 |
| ۲۷۶                | میدان خراسان             | میدان‌انقلاب                  | خ.۱۷ شهریور ، م.شهدا ، مجاهدین اسلام ، م.بهارستان ، ابن سینا ، م.سپاه ، خ.طالقانی ، خ. قدس ، پایانه کاوه |                 |
| ۲۷۷                | بلوار شهید نیکنام        | میدان‌ هفتم تیر               | خ.کرمان ، سلیمانیه ، شکوفه ، ۱۷شهریور ، م.شهدا ، مجاهدین اسلام ، م.بهارستان ، خ.جمهوری ، خ.سعدی ، مفتح |                 |
| ۲۷۸                | پایانه شهید محلاتی       | میدان هفتم تیر               | بلوار نبرد ، بزرگراه محلاتی ، ۱۷ شهریور ، م.شهدا ، خ.مجاهدین اسلام ، بهارستان ، ابن سینا ، م.سپاه ، خ.طالقانی ، خ. مفتح |                 |
| ۲۷۹                | جنت آباد شمالی           | پایانه مترو صادقیه           | بزرگراه آبشناسان ، سردار جنگل ، بزرگراه شهید ستاری ، بلوار آیت اله کاشانی (رفت) |                 |
| ۲۸۰                | پایانه کوهسار            | پایانه آزادی                 | شهران ، شهر زیبا ، بلوار کاشانی ، فلکه دوم صادقیه ، بزرگراه جناح ، بلوار برادران رحمانی |                 |
| ۲۸۱                | پایانه کوهسار            | میدان صنعت                   | شهران ، بزرگراه آبشناسان ، سردار جنگل ، پونک ، اشرفی اصفهانی، بزرگرا شهید همت ، شهرک هما ، شهرک غرب |                 |
| ۲۸۲                | میدان صنعت               | شهرک بوعلی                   | سعادت آباد ، میدان کاج ، بیمارستان مدرس ، کوی فراز |                 |
| ۲۸۳                | میدان صنعت               | شهرک بام تهران               | بلوار پاک نژاد ، بلوار پیام ، میدان بهرود ، شهرک مخابرات ، بلوار عابدی |                 |
| ۲۸۴                | پایانه کن                | پایانه مترو صادقیه           | کوهسار ، م.سوم شهران ، م.اول شهران ، م.شهرزیبا ، بلوار آیت اله کاشانی ، فلکه دوم صادقیه |                 |
| ۲۸۶                | جنت آباد جنوبی           | پایانه مترو صادقیه           | پایانه جنت آباد ، بلوار جنت آباد شمالی ، بلوار شاهین شمالی ، بلوار جنت آباد مرکزی و جنوبی ، بلوار کاشانی ، فلکه دوم صادقیه |                 |
| ۲۸۸                | میدان صنعت               | پایانه آزادی                 | شهرک غرب ، بزرگراه شیخ فضل اله نوری ، طرشت ، مترو صادقیه (رفت) ، بلوار برادران رحمانی |                 |
| ۲۸۹                | پل مدیریت                | بلوار امامزاده               | دانشگاه امام صادق ، بلوار فرهنگ ، سرو شرقی ، میدان کاج ، سرو غربی ، فرحزاد |                 |
| ۲۹۰                | میدان صنعت               | پایانه مترو صادقیه           | بزرگراه شیخ فضل اله نوری ، شهرک آزمایش ، بلوار مرزداران ، شهرک پاس ، بزرگراه اشرفی اصفهانی ، فلکه صادقیه |                 |
| ۲۹۲                | شهرک والفجر              | میدان انقلاب اسلامی          | خ.۶۴ ، خیابان جهان آرا ، یوسف آباد ، بزرگراه شهید گمنام ، خ.دکتر فاطمی ، کارگر شمالی |                 |
| ۲۹۳                | میدان صنعت               | مترو دانشگاه شریف            | شهرک غرب ، ایوانک ، بلوار دادمان ، بزرگراه یادگار امام ، طرشت ، بلوار تیموری |                 |
| ۲۹۴                | میدان صنعت               | بزرگراه هاشمی رفسنجانی       | شهرک غرب ، فرحزادی (رفت) ، سعادت آباد و بلوار سرو (برگشت) ، ب.پاک نژاد ، بزرگراه نیایش ، بیمارستان قلب شهید رجایی |                 |
| ۲۹۵                | میدان صنعت               | شهرک تامین اجتماعی           | شهرک غرب ، بلوار فرحزادی ، میدان کتاب ، کوهستان ، بزرگراه یادگار امام‌ ، امامزاده ، فرحزاد |                 |
| ۲۹۶                | پایانه کوهسار            | پایانه مترو ارم سبز          | شهران ، بلوار آیت اله کاشانی ، بلوار جوانمردان ، بلوار بهار ، کوی ارم ، بلوار حجازی ، بلوار شقایق |                 |
| ۲۹۷                | پایانه شهید افشار        | میدان هفتم تیر               | پل پارک وی ، بزرگراه مدرس ، الهیه ، پل میرداماد ، پل عباس آباد ، پل مطهری |                 |
| ۲۹۸                | پایانه تجریش             | شهرک قائم                    | م.قدس ، دزاشیب ، خ.باهنر ، نیاوران ، کاشانک ، دارآباد ، بلوار اوشان ، بلوار ارتش ، مینی سیتی ، مترو قائم(خط۳) |                 |
| ۳۰۲                | بلوار ارتش               | پایانه مترو شهید حقانی       | شهرک لاله ، ارتش ، شهرک محلاتی ، بلوار نیروی زمینی ، لویزان ، شعبانلو ، مبارک آباد ، هروی ، ساقدوش ، بلوار گیلان ، فرخی یزدی ، بزرگراه شهید همت و حقانی |                 |
| ۳۰۳                | میدان قدس                | پیچ شمیران                   | خیابان شریعتی ، قلهک ، حسینه ارشاد ، سه راه ضرابخانه ، سید خندان ، سهروردی و مطهری (رفت) |                 |
| ۳۰۴                | سیدخندان                 | پایانه امام خمینی            | خیابان سهروردی ، میدان هفتم تیر ، خیابان مفتح ، خیابان سعدی |                 |
| ۳۰۵ گردشی          | پایاته مترو شهید حقانی   | پل مدیریت                    | بزرگراه شهید حقانی ، م.ونک ، بلوار میرداماد ، شیرازی ، ملاصدرا ، بزرگراه شهید چمران |                 |
| ۳۰۶                | میدان شیخ بهائی          | میدان ولی عصر                | ده ونک ، خ. شیراز ، شیخ بهایی ، خ.۶۴ ، خ.اسدآبادی ، یوسف آباد ، میدان‌ فرهنگ ، سر فاطمی ، خ.ولیعصر |                 |
| ۳۰۷                | میدان صنعت               | میدان هفتم‌ تیر               | شهرک غرب ، بزرگراه شهید همت ، بزرگراه مدرس (رفت) ، قائم مقام فراهانی و بخارست و آرژانتین و آفریقا (برگشت) |                 |
| ۳۰۸                | میدان امامت              | پایانه امام خمینی            | نیروی هوایی ، خ.پیروزی ، م.شهدا ، مجاهدین اسلام ، م.بهارستان ، خ.جمهوری ، سعدی جنوبی |                 |
| ۳۰۹                | پایانه ائمه اطهار        | میدان بهارستان               | ابوذر ، م.سیزده آبان ، صاحب الزمان ، م. بروجردی ، شکوفه ، م. شهدا ، خ.مجاهدین اسلام |                 |
| ۳۱۰                | پایانه شهید براری        | میدان ولی عصر                | خ.پیروزی ، م.شهدا ، مجاهدین اسلام ، م.بهارستان ، خ.جمهوری ، قدس و دانشگاه و کشاورز (رفت) ، ولیعصر و طالقانی و وصال (برگشت) |                 |
| ۳۱۱                | پایانه ثامن الحجج        | میدان شهدا                   | مسعودیه ، والفجر ، قصر فیروزه ، افسریه ، بزرگراه هجرت ، م.شهید کلاهدوز ، خ .پیروزی |                 |
| ۳۱۲                | میدان رسالت              | میدان بهارستان               | مترو جانبازان(خط۲) ، خ.مدنی ، نظام آباد ، سبلان ، شهید نامجو ، خ.انقلاب ، ابن سینا |                 |
| ۳۱۳                | میدان سپاه               | میدان انقلاب اسلامی          | خیابان طالقانی ، خ. وصال (رفت) ، خ.قدس (برگشت) ، خ. انقلاب ، پایانه کاوه |                 |
| ۳۱۴                | خیابان معلم              | میدان ولیعصر                 | صیاد شیرازی (رفت) ، شریعتی ، مطهری و بهار شیراز (برگشت) ، میدان هفتم تیر ، بلوار کریم خان زند |                 |
| ۳۱۵ برقی           | شهرک والفجر (کوهسار)     | میدان بهارستان               | والفجر ، بلوار خاتم الانبیاء ، ۲۰ متری افسریه ، بزرگراه بسیج ، خ.پیروزی ، م.شهدا ، خ.مجاهدین اسلام |                 |
| ۳۱۶                | کیانشهر                  | مترو شوش                     | فلکه اول ، بلوار ابراهیمی ، خ.بروجردی (رفت) ، فدائیان اسلام (برگشت) ، خ.شوش شرقی ، میدان شوش ، شوش غربی |                 |
| ۳۱۷                | پایانه شوش               | میدان بهارستان               | خ.ری و م.قیام و مولوی(رفت) ، خ.صاحب جمع (برگشت) ، خیابان مصطفی خمینی |                 |
| ۳۱۸                | کیانشهر                  | میدان خراسان                 | فلکه اول ، بلوار ابراهیمی ، خ.بروجردی ، بلوار رستگاری مقدم‌ ، خ.شوش و فدائیان اسلام (برگشت) ، خ.۱۷ شهریور |                 |
| ۳۱۹                | پایانه جنوب              | سعدی جنوبی                   | میدان شوش ، خ.ری ، بلوار قیام و میدان خراسان (برگشت) ، خ.امیرکبیر ، میدان امام خمینی |                 |
| ۳۲۱                | انتهای خیابان ۱۷ شهریور  | میدان امام حسین              | ۱۷ شهریور ، م. خراسان ، پل آهنگ ، م. شهدا ، خ. اقبال لاهوری (رفت) ، دماوند و کنارگذر امام‌علی و صفا و منتظری |                 |
| ۳۲۲                | پایانه دریاچه            | پایانه مترو صادقیه           | بلوار جوزانی ، م.ساحل ، کاشان ، کاج ، م.اتریش ، شهرک راه آهن ، بلوار دهکده المپیک ، علامه جعفری ، بلوار حجازی ، ایت اله کاشانی |                 |
| ۳۲۳                | پایانه شهرک شهید باقری   | پایانه آزادی                 | شهرک گلستان ، شهرک راه آهن ، ب. گلها ، بلوار دهکده المپیک ، ب.غربی ورزشگاه آزادی ، چوگان ، شهرک آزادی ، بزرگراه شهید لشگری |                 |
| ۳۲۴                | پایانه شهرک شهید باقری   | پایانه مترو استادیوم آزادی   | بلوار جدی اردبیلی ، شهرک و دانشگاه علوم انتظامی ، شهرک آوا ، دهکده المپیک ، بلوار دهکده ، بلوار شرقی یا غربی ورزشگاه آزادی |                 |
| ۳۲۵                | پایانه شهرک شهید باقری   | پایانه مترو چیتگر            | میدان ساحل ، شهرک راه آهن ، بلوار کاج ، بلوار دانشگاه ، بلوار کوهک |                 |
| ۳۲۶                | پایانه مترو چیتگر        | شهید همت شریعتی              | بلوار کوهک ، بلوار دانشگاه ، بلوار هوانیروز ، بلوار دهکده المپیک ، چهارراه زیبادشت ، بزرگراه شهید همت ، بیمارستان میلاد ، سه راه ضرابخانه |                 |
| ۳۲۷                | پایانه دریاچه            | پایانه مترو چیتگر            | شهرک گلستان غربی و شرقی ، بلوار گلها ، هوانیروز ، بلوار کاج‌ ، بلوار کوهک |                 |
| ۳۲۸                | دهکده المپیک             | پایانه مترو صادقیه           | بلوار دهکده ، بزرگراه علامه جعفری ، بلوار جوانمردان ، بلوار آیت اله کاشانی ، فلکه دوم صادقیه |                 |
| ۳۳۰                | پارکینگ شهرری            | میدان راه آهن                | بلوار شهرداری ، خیابان شهید رجایی ، پل بعثت ، چیت سازی ، خیابان شوش غربی |                 |
| ۳۳۱                | میدان شهید قشقایی        | میدان شوش                    | نفرآباد ، حرم مطهر ، میدان شهرری ، ابن بابویه ، خیابان‌ فدائیان‌ اسلام ، خیابان بروجردی و شوش شرقی (رفت) |                 |
| ۳۳۲                | پایانه مترو جوانمرد قصاب | شهرک شهید مفتح               | بلوار شهید دستواره ، م.نماز ، م.شهرری ، خیابان زکریای رازی ، علائین |                 |
| ۳۳۳                | پایانه مترو شهرری        | شهرک نظامی                   | دیلمان ، امامزاده عبداله ، کمربندی شهرری ، تقی آباد ، عباس آباد |                 |
| ۳۳۴ گردشی          | پایانه مترو شهرری        | پارکینگ شهرری                | فرمانداری ، میدان شهید شاملو ، خیابان آستانه |                 |
| ۳۳۵                | پایانه مترو شهرری        | پایانه مترو دولت آباد        | شهید غیبی ، بلوار شهید غیوری ، منصورآباد ، فلکه اول تا سوم دولت آباد ، بلوار قدس |                 |
| ۳۳۶                | پایانه مترو دولت آباد    | میدان راه آهن                | بلوار قدس ، فلکه اول ، م. شهید بروجردی ، خیابان بروجردی ، بزرگراه بعثت ، پایانه جنوب ، خ.رجائی ، خ.شوش غربی |                 |
| ۳۳۷                | پایانه مترو دولت آباد    | پایانه امام خمینی            | بلوار قدس ، فلکه اول ، خ.شهید بروجردی ، میدان شوش ، خ.شوش غربی ، خ.خیام ، م.محمدیه ، بازار |                 |
| ۳۴۰                | پایانه مترو شهرری        | میدان خراسان                 | شهید غیبی ، سه‌ راه ورامین ، بلوار غیوری ، بلوار بروجردی ، خ.شوش شرقی ، خ.۱۷ شهریور |                 |
| ۳۴۱                | پایانه مترو شهرری        | زمان آباد                    | بلوار کمیل ، م.نماز ، بلوار امام حسین ، جاده ورامین ، تقی آباد ، جاده امین آباد ، غنی آباد |                 |
| ۳۴۲                | پایانه مترو شهرری        | درسون آباد                   | کمیل ، بلوار شهید آوینی ، جاده قدیم قم ، باقرشهر ، قمصر ، مافتون آباد |                 |
| ۳۴۳                | پایانه مترو جوانمرد قصاب | تورقوزآباد                   | بلوار دستواره ، کمیل ، بلوار شهید آوینی ، جاده قدیم قم ، بهشت زهرا ، کهریزک ، پل اسماعیل آباد ، شورآباد |                 |
| ۳۴۴                | بلوار ابوذر              | ناصر خسرو                    | انتهای ابوذر ، آهنگ ، بزرگراه شهید محلاتی ، چهارراه نبرد ، اصفهانک ، خ.ری و امیرکبیر (رفت) ، خ.مصطفی خمینی و پانزده خرداد (برگشت) |                 |
| ۳۴۵                | بلوار ابوذر              | میدان بهارستان               | بلوار ابوذر جنوبی ، بلوار آهنگ ، دهم فروردین ، بزرگراه محلاتی ، خ.۱۷ شهریور ، م.شهدا ، خ.مجاهدین اسلام |                 |
| ۳۴۶                | پایانه مترو شهرری        | میدان صفائیه                 | بلوار کمیل ، حرم مطهر ، سلمان فارسی ، بزرگراه شهید آوینی ، دانشگاه آزاد ، صفائیه ، بلوار قدس ، دولت آباد |                 |
| ۳۴۷                | پایانه خاوران            | میدان شهدا                   | بلوار نبرد جنوبی ، نبرد شمالی ، خیابان پیروزی |                 |
| ۳۴۸                | پایانه خاوران            | پایانه رضویه                 | خ.خاوران ، بزرگراه امام رضا و بلوار صالحی (رفت) ، بلوار بوعلی غربی (برگشت) ، بلوار بوعلی شرقی ، شهرک کاروان |                 |
| ۳۴۹                | پایانه شهید محلاتی       | میدان راه آهن                | بزرگراه شهید محلاتی ، خ. مخبر و سعیدی (رفت) ، خ.۱۷ شهریور ، شوش شرقی ، میدان شوش ، شوش غربی |                 |
| ۳۵۰                | پایانه خاوران            | مسگرآباد                     | میدان‌بسیج ، بلوار خاتم‌الانبیاء ، والفجر ، مسعودیه |                 |
| ۳۵۱                | هاشم آباد                | ناصرخسرو                     | اتابک ، خ.رضایی ، خ.۱۷شهریور ، میدان و خ. خراسان و خ. ری و امیرکبیر (رفت) ، خ.مصطفی خمینی و شوش شرقی (برگشت) |                 |
| ۳۵۲                | پایانه خاوران            | شهرک مشیریه                  | خ.خاوران ، بزرگراه امام رضا ، م.آقانور ، بلوار صالحی ، خ.سازمان آب تا نبش خ.بوعلی شرقی |                 |
| ۳۵۳                | پارک ولی عصر             | ناصر خسرو                    | خیابان طیب ، خ.۱۷شهریور ، میدان و خ. خراسان و خ. ری و امیرکبیر (رفت) ، خ.مصطفی خمینی و شوش شرقی (برگشت) |                 |
| ۳۵۴                | پایانه خاوران            | خاور شهر                     | خ.خاوران ، بزرگراه امام رضا ، م.آقانور ، بازار گل ، سه راه سیمان‌ |                 |
| ۳۵۵                | پایانه آزادی             | میدان هفتم تیر               | رحمانی و بزرگراه نوری (رفت) ، خ.شادمان و آزادی (برگشت) ، ستارخان ، بیمارستان امام خمینی ، بلوار کشاورز و کریم خان‌ زند |                 |
| ۳۵۶ برقی           | میدان جمهوری اسلامی      | پل کریم خان                  | خیابان جمهوری ، پل حافظ ، خیابان و میدان فردوسی ، خیابان سپهبد قرنی |                 |
| ۳۵۸ برقی           | پایانه بیهقی             | اول فردوسی                   | میدان آرژانتین ، خ.خالد اسلامبولی ، میرزای شیرازی ، پل کریم خان ، خ.سپهبد قرنی ، خ. فردوسی ، میدان امام خمینی |                 |
| ۳۵۹                | میدان راه آهن            | میدان هفتم تیر               | خ.شوش غربی ، خ.وحدت اسلامی ، خ.پانزده خرداد و خیام و سی تیر (رفت) ، خ. حافظ ، بلوار کریم خان |                 |
| ۳۶۲                | میدان رسالت              | پیچ شمیران                   | خ.مدنی ، جانبازان غربی ، م.سبلان ، صیاد شیرازی و پلیس (رفت) ، خ. معلم (برگشت) ، خ.شریعتی |                 |
| ۳۶۳ گردشی          | پایانه بیهقی             | انتهای آفریقا                | میدان آرژانتین ، بلوار آفریقا ، پل میرداماد ، خیابان نلسون ماندلا |                 |
| ۳۶۴                | خانی آباد نو             | پایانه شهید فیاض بخش         | خ.میعاد ، میثاق ، خ.شهید لطیفی ، نازی آباد ، خ. شهید رجایی ، خیام ، م. محمدیه ، بازار ، پارک شهر |                 |
| ۳۶۵                | خانی آباد نو             | میدان انقلاب اسلامی          | خ.میعاد ، میثاق ، جوادیه ، میدان راه آهن ، خ. کارگر جنوبی ، م.رازی ، م.قزوین ، م.حر ، پایانه کاوه |                 |
| ۳۶۶                | پایانه وصال              | پایانه کاوه                  | خ.شهید شریعتی ، یاغچی آباد ، نازی آباد ، دشت آزادگان ، م. راه آهن ، خ. کارگر جنوبی ، م.رازی ، م.قزوین ، م.حر ، م.انقلاب |                 |
| ۳۶۹                | پایانه آزادی             | میدان ونک                    | خ.برادران رحمانی ، خ. ملاصدرا و مترو صادقیه (برگشت) ، بزرگراه شیخ فضل اله نوری ، بزرگراه شهید همت ، خ.توانیر و برزیل (رفت) |                 |
| ۳۷۰ گردشی          | فرودگاه مهرآباد          | میدان آزادی                  | بزرگراه لشگری ، م. آزادی |                 |
| ۳۷۱                | پایانه مترو صادقیه       | میدان هفتم تیر               | فلکه دوم و اول صادقیه ، خ. ستارخان ، بزرگراه چمران ، بیمارستان امام خمینی ، بلوار کشاورز ، م. ولیعصر ، بلوار کریم خان |                 |
| ۳۷۳                | خانی آباد نو             | پایانه مترو علی آباد         | خ.میعاد ، میثاق ، خ.شهید لطیفی ، نازی آباد ، خ. شهید رجایی ، بلوار ابریشم ، بلوار دستواره |                 |
| ۳۷۴                | ابراهیم آباد             | پایانه آزادی                 | بلوار معلم‌ ، شهرک امام خمینی ، شهرک صاحب الزمان ، چهارراه یافت آباد ، بزرگراه سعیدی ، بوتان ، شهرک توحید ، میدان فتح |                 |
| ۳۷۵                | یافت آباد                | پایانه آزادی                 | بلوار ابراهیم آباد ، بلوار الغدیر ، خ. زرند ، مهرآباد جنوبی ، خ.شمشیری ، بزرگراه سعیدی ، بوتان ، شهرک توحید ، میدان فتح |                 |
| ۳۷۶                | پایانه وصال              | پایانه شهید فیاض بخش         | خ.شهید شریعتی ، یاغچی آباد ، نازی آباد ، خ. شهید رجایی ، خیام ، م. محمدیه ، بازار ، پارک شهر |                 |
| ۳۷۷                | میدان جلیلی              | میدان انقلاب اسلامی          | م.ابوذر ، فلاح ، خ. قزوین ، هلال احمر و م.رازی (رفت) ، خ. کارگر جنوبی ، م.قزوین ، م.حر |                 |
| ۳۷۹                | پایانه شمشیری            | میدان ولیعصر                 | سه راه آذری ، بزرگراه سعیدی ، سی متری جی ، خ. کمیل و رودکی و وصال و کارگر شمالی (رفت) ، خ. قریب و آزادی و جیحون (برگشت) ، بلوار کشاورز |                 |
| ۳۸۰                | پایانه وصال              | پایانه مترو علی آباد         | خ.شهید شریعتی ، یاغچی آباد ، نازی آباد ، خ. شهید رجایی ، بلوار ابریشم ، بلوار دستواره |                 |
| ۳۸۱                | خیابان معلم              | پایانه امام خمینی            | قدوسی و صیاد شیرازی و پلیس و سمیه (رفت) ، طالقانی ، پادگان‌ولیعصر و شهدای ناجا و مرودشت (برگشت) ، شریعتی ، مفتح ، سعدی |                 |
| ۳۸۳                | شهرک شهید بهشتی          | میدان رسالت                  | بلوار دانشگاه ، کنارگذر بزرگراه زین‌الدین ، خ.زهدی ، میدان رهبر ، جشنواره ، چهارراه اشراق ، فرجام ، آیت و مظاهری (رفت) ، هنگام (برگشت) |                 |
| ۳۸۴                | پایانه شهید سروری        | میدان انقلاب اسلامی          | بزرگراه شهید چراغی ، سه راه زمزم ، امامزاده معصوم ، خ. قزوین ، هلال احمر و م.رازی (رفت) ، خ. کارگر جنوبی ، م.قزوین ، م.حر |                 |
| ۳۸۵                | شهرک ولیعصر              | پایانه آزادی                 | خ.حیدری ، بوستان بانوان نرگس ، بوستان قائم ، بلوار معلم‌ ، چهارراه یافت آباد ، بزرگراه سعیدی ، بوتان ، شهرک توحید ، میدان فتح |                 |
| ۳۸۶ گردشی          | میدان رسالت              | میدان ونک                    | بزرگراه رسالت ، چهارراه مجیدیه ، بنی هاشم ، سید خندان ، بوستان بهشت مادران ، مترو مصلی و آفریقا (رفت) ، بزرگراه شهید حقانی (برگشت) |                 |
| ۳۸۷                | میدان رسالت              | میدان قدس                    | بزرگراه امام علی ، بلوار ارتش و اقدسیه و موحد دانش و نیاوران و باهنر (رفت) ، مترو تجریش ، شریعتی و بزرگراه صدر (برگشت) |                 |
| ۳۸۸                | پایانه مترو صادقیه       | پایانه شهید بهشتی            | فلکه دوم صادقیه ، بزرگراه جلال آل احمد ، مرزداران (برگشت) ، بزرگراه شهید گمنام ، فاطمی ، ولیعصر ، مطهری (رفت) ، بهشتی (برگشت) |                 |
| ۳۸۹                | میدان شهدای شادآباد      | پایانه بوتان                 | بلوار بروجردی ، جاده سعیدآباد ، خ. هفدهم شهریور ، ۴۵ متری زرند ، خ.قزوین |                 |
| ۳۹۱                | میدان شهدای شادآباد      | پایانه مترو صادقیه           | بلوار بروجردی ، جاده سعیدآباد ، خ. هفدهم شهریور ، ۴۵ متری زرند ، بزرگراه فتح ، بزرگراه سعیدی ، میدان آزادی ، بزرگراه جناح |                 |
| ۳۹۲                | پایانه مترو نعمت آباد    | پایانه بوتان                 | بزرگراه سعیدی ، میدان زمزم ، شهرک ولیعصر ، بلوار معلم ، چهارراه یافت آباد ، بزرگراه سعیدی |                 |
| ۳۹۳                | یافت آباد                | پایانه بوتان                 | خ.باقری و زندیه ، بلوار الغدیر ، بلوار معلم ، چهارراه یافت آباد ، بزرگراه سعیدی |                 |
| ۳۹۴                | شهرک وردآورد             | پایانه مترو وردآورد          | شهرک آتی شهر ، داروپخش ، جاده مخصوص (رفت) ، آزادراه تهران کرج (برگشت) ، خ.وردآورد ، خ.امام حسین |                 |
| ۳۹۵ گردشی          | میدان رسالت              | ابتدای شهید مطهری            | خ.مدنی ، بلوار جانبازان ، میدان سبلان ، خ. شهید قدوسی ، خ.بهشتی و ولیعصر (رفت) ، خ.مطهری و شریعتی و معلم (برگشت) |                 |
| ۳۹۶ گردشی          | فلکه سجادیه              | ابتدای شهید مطهری            | سوم تهرانپارس ، ۱۹۶ غربی ، دلاوران ، هنگام ، م.رسالت ، ب.رسالت ، سیدخندان ، مترو مصلی ، م.آرژانتین ، خ.احمد قصر ، قائم مقام فراهانی ، بهشتی و ولیعصر (رفت) ، مطهری (برگشت) |                 |
| ۳۹۷                | شمیران نو                | میدان رسالت                  | خ.غفاری ، م.پاکدامن ، خ.وارباز ، م.الغدیر ، خیابان هنگام |                 |
| ۳۹۹                | شهرک شهید بهشتی          | پایانه‌ علم و صنعت            | ۲۴۴ شرقی ، استخر ، بلوار استقلال ، توحید ، بزرگراه باقری ، فلکه چهارم ، ب.خوشوقت ، فلکه سجادیه ، چهارراه اشراق ، میدان قمر بنی هاشم ، امیری طائمه ، دردشت |                 |
| ۴۰۰                | میدان رسالت              | میدان صنعت                   | بزرگراه رسالت ، چهارراه مجیدیه ، سیدخندان‌ ، مترو مصلی ، بزرگراه مدرس ، بزرگراه شهید همت ، شهرک غرب |                 |
| ۴۰۱                | دانشگاه امام حسین        | پایانه علم و صنعت            | کوی دانشگاه ، شهرک بهمن ، بلوار بهار ، خ. نشوه ، بلوار بابائیان ، خ.دماوند ، جشنواره ، مترو فرهنگسرا ، چهارراه اشراق ، فرجام ، بزرگراه باقری ، دردشت |                 |
| ۴۰۲                | شهرک پارس                | چهارراه تهرانپارس            | خ.توحید ، پارک پلیس ، بلوار استقلال ، استخر ، پروین ، بلوار شاهد ، بزرگراه رسالت ، مترو تهرانپارس ، خ.خوشوقت ، فلکه اول |                 |
| ۴۰۳                | پایانه شمشیری            | پایانه شهید فیاض بخش         | سه راه آذری ، خ. قزوین ، خ.هلال احمر و م.رازی و کارگر جنوبی (رفت) ، امیریه ، پانزده خرداد (رفت) ، ابوسعید و معیری (برگشت) ، پارک شهر |                 |
| ۴۰۴                | شهید فتحی                | مترو حر                      | فلاح ، ابوذر ، برادران حسینی ، خ.قزوین (برگشت) ، خ .هلال احمر و م.رازی (رفت) ، کارگر جنوبی ، م.پاستور |                 |
| ۴۰۵                | شهرک شهید شریفی          | میدان بهمن                   | دولتخواه ، بزرگراه سعیدی ، نعمت آباد ، بزرگراه شهید کاظمی ، بزرگراه شهید چراغی، سه راه زمزم ، شهرک شریعتی ، خانی آباد نو ، نازی آباد |                 |
| ۴۰۷ برقی           | میدان جمهوری اسلامی      | میدان بهارستان               | خیابان جمهوری ( سه راه جمهوری ، پل حافظ ، چهارراه استانبول ، مخبرالدوله ) |                 |
| ۴۰۸                | میدان بهاران             | پایانه شهید فیاض بخش         | وصفنارد ، م.ابوذر ، فلاح ، خ.رباط کریم ، م.راه آهن و کارگر جنوبی و قزوین و ولیعصر و ابوسعید و پانزده خرداد (رفت) ، وحدت اسلامی و مولوی و شهید ایروانی (برگشت) ، پارک شهر |                 |
| ۴۱۰                | پایانه شهید سروری        | پایانه مترو علی آباد         | شکوفه شمالی و جنوبی ، شهرک شریعتی ، خانی آباد نو ، نازی آباد ، بلوار ابریشم |                 |
| ۴۱۱                | خلیج فارس                | پایانه بوتان                 | بلوار خلیج فارس ، بیمارستان شماره ۲ ، بزرگراه فتح ، مهرآباد جنوبی ، شمشیری ، خ.۴۵ متری زرند (برگشت) ، بزرگراه سعیدی |                 |
| ۴۱۲                | خلیج فارس                | پایانه آزادی                 | آشتیانی ، ابوسعید، بلوار خلیج فارس ، بیمارستان شماره ۲ ، بزرگراه فتح ، بزرگراه سعیدی ، میدان آزادی |                 |
| ۴۱۳                | فردوس                    | پایانه شهید فیاض بخش         | مهرآباد جنوبی ، خ.شمشیری ، سه راه بوتان ، سی متری جی ، مرتضوی (برگشت) ، کمیل ، معیری ، پانزده خرداد (رفت) ، وحدت اسلامی و امام خمینی (برگشت) ، پارک شهر |                 |
| ۴۱۴                | شهرک دریا                | پایانه آزادی                 | بلوار خزر ، یاس ، مطهری ، بهشتی ، رجایی ، تهرانسر ، لاله ، گلها ، جاده مخصوص کرج ، بزرگراه شهید لشگری |                 |
| ۴۱۵                | شهرک دریا                | پایانه مترو صادقیه           | بلوار خزر ، یاس ، تهرانسر ، لاله ، گلها ، جاده مخصوص کرج ، شهرک آزادی ، بلوار شیشه مینا ، آزادراه تهران کرج ، بزرگراه شیخ فضل اله نوری |                 |
| ۴۱۶                | تهرانسر شرقی             | پایانه مترو صادقیه           | خ.فجر ، یاس ، شاهد ، تهرانسر ، لاله ، گلها ، جاده مخصوص کرج ، بزرگراه شهید لشگری ، میدان آزادی و جناح (رفت) ، برادران رحمانی و پایانه غرب (برگشت) |                 |
| ۴۱۷                | پایانه شهید سروری        | پایانه شهید فیاض بخش         | بزرگراه شهید چراغی ، نواب ، دشت آزادگان ، میدان راه آهن ، خیابان شوش ، میدان محمدیه ، خیابان خیام ، بازار ، پارک شهر |                 |
| ۴۱۸                | شهرک والفجر(کوهسار)      | پایانه خاوران                | بلوار خاتم‌ الانبیاء ، قصر فیروزه ، بیست متری افسریه ، پانزده متری اول و بزرگراه امام رضا (رفت) ، بزرگراه بسیج (برگشت) |                 |
| ۴۱۹ ترولی          | شهدای ۱۷ شهریور          | میدان شهدا                   | خیابان ۱۷ شهریور ( میدان خراسان ، پل آهنگ ، دروازه دولاب ) |                 |
| ۴۲۰ گردشی          | میدان صنعت               | پل مدیریت                    | شهرک غرب ، خیابان مهستان (رفت) ، بلوار ایران زمین ، بلوار دادمان ، بلوار فرحزادی ، بلوار دریا ، دانشگاه امام صادق ، بلوار مدیریت |                 |
| ۴۲۱                | پایانه شهران             | پایانه مترو ارم سبز          | بلوار شهران ، شهرزیبا ، بلوار لاله ، بزرگراه ستاری ، بلوار حجازی ، بلوار شقایق |                 |
| ۴۲۲ گردشی          | سیدخندان                 | شهید مطهری                   | خ. شریعتی ، چهارراه قصر ، مطهری ، میرزای شیرازی ، بهشتی ، ولیعصر ، مطهری ، میرزای شیرازی ، بهشتی ، شریعتی |                 |
| ۴۲۳                | باغ فیض                  | پایانه مترو صادقیه           | خ. مهستان ، ۲۲ بهمن ، امیر ابراهیم ، باهنر ، پیامبر ، اباذر ، شالی و اشرفی اصفهانی (رفت) ، جناح و کاشانی (برگشت) |                 |
| ۴۲۴ گردشی          | انتهای بلوار عدل         | پایانه مترو ارم سبز          | پونک ، بلوار عدل ، خ.مخبری ، بزرگراه شهید ستاری ، بلوار حجازی ، بلوار شقایق |                 |
| ۴۳۵                | پایانه شهرک شهید باقری   | پایانه مترو ایران خودرو      | بلوار مظفر ، بوستان ، میدان دریاچه ، میرکمالی ، بلوار گیاه شناسی ، آزادشهر ، سروناز ، میدان پارالمپیک |                 |
| ۴۳۶                | پایانه دریاچه            | پایانه مترو وردآورد          | خیابان میرکمالی ، بلوار گیاه شناسی ، بلوار پژوهش ، بلوار دانش |                 |
| ۴۴۹                | پایانه مترو شاهد         | ندامتگاه تهران بزرگ          | بلوار علامه عسگری ، آزادراه تهران-قم ، جاده وهن آباد رباط کریم ، جاده حسن آباد چرمشهر ورامین |                 |
| ۴۵۰ گردشی          | مترو وردآورد             | شهرک الهیه                   | بلوار دانش ، خیابان کرمانشاه ، وردآورد شمالی ، شهرک الهیه غرب ، مروارید شهر |                 |
| ۴۵۱ گردشی          | پایانه جنت آباد          | دانشگاه علوم و تحقیقات       | بلوار جنت‌ آباد ، بلوار سیمون بولیوار ، میدان دانشگاه ، بلوار دانشگاه |                 |
| ۴۵۲                | پایانه شرق جدید          | چهارراه تهرانپارس            | بزرگراه شهید یاسینی ، سه راه آزمایش ، خیابان دماوند |                 |
| ۴۵۳                | پایانه مترو شهرری        | فیروزآباد                    | پایانه مترو شهرری، بلوار کمیل، میدان نماز، بزرگراه کریمی، خیابان فدائیان اسلام، میدان بسیج مستضعفین، بزرگراه تهران ورامین، روستای فیروزآباد (توابع بخش قلعه نو) |                 |
| ۹۰۱ شبانه BRT      | پایانه آزادی             | چهارراه تهرانپارس            | خیابان آزادی ، استاد معین ، بهبودی ، نواب صفوی ، میدان‌انقلاب ، چهارراه ولیعصر ، م. فردوسی ، پیچ شمیران ، میدان امام حسین ، خیابان دماوند ، وحیدیه ، خ. آیت ، پل خاقانی |                 |
| ۹۰۲ شبانه BRT      | پایانه خاوران            | پایانه آزادی                 | خیابان خاوران ، میدان خراسان ، میدان قیام ، مولوی ، میدان محمدیه ، میدان رازی ، امامزاده معصوم ، دوراهی قپان ، میدان شمشیری ، هاشمی ، بزرگراه سعیدی |                 |
| ۹۰۳ شبانه BRT      | پایانه علم و صنعت        | پایانه خاوران                | بزرگراه رسالت ، سرسبز ، میدان نبوت ، میدان‌امامت ، نیروی هوایی ، پیروزی ، قصر فیروزه ، بزرگراه شهید محلاتی ، مترو بسیج(خط۷) ، افسریه ، میدان بسیج |                 |
| ۹۰۴ شبانه BRT      | پایانه جنوب              | پایانه شهید افشار            | میدان بهمن ، پل جوادیه ، بزرگراه نواب صفوی ، هلال احمر ، قزوین ، آذربایجان ، میدان توحید ، بزرگراه شهید چمران ، کوی نصر ، ملاصدرا ، پل مدیریت ، نمایشگاه بین المللی ، چهارراه پارک وی |                 |
| ۹۰۵ شبانه BRT      | پایانه علم و صنعت        | پایانه بیهقی                 | بزرگراه رسالت ، سرسبز ، میدان رسالت ، چهارراه مجیدیه ، بنی هاشم ، سیدخندان ، مترو مصلی ، میدان‌آرژانتین |                 |
| ۹۰۷ شبانه BRT      | پایانه معین              | پایانه تجریش                 | میدان‌ راه آهن ، خیابان ولیعصر ، مولوی ، منیریه ، جمهوری ، چهارراه ولیعصر ، میدان ولیعصر ، مطهری ، بهشتی ، پارک ساعی ، میدان ونک ، میرداماد ، ظفر ، نیایش ، پارک ملت ، چهارراه پارک وی ، محمودیه ، باغ فردوس ، امامزاده صالح |                 |
| ۹۰۸ شبانه BRT      | پایانه خاوران            | پایانه جنوب                  | میدان بسیج ، بزرگراه بعثت ، شهرک شهید بروجردی ، انتهای ۱۷ شهریور ، پارک بعثت ، چهارراه خزانه بخارایی |                 |
| ۹۰۹ شبانه BRT      | پایانه مترو جوانمرد قصاب | پایانه لاله                  | میدان نماز ، شهرری ، دیلمان ، بزرگراه امام علی ، پارک توسکا ، پل بزرگراه بعثت ، اتابک ، پل خیابان خاوران ، میدان شهید محلاتی ، پل خیابان صفا ، پل پیروزی ، پل خیابان دماوند ، پل شهید مدنی ، پل سبلان ، پل خیابان فرجام غربی ، شمس آباد ، مبارک آباد ، شیان ، لویزان ، پل گلشن ، بلوار ارتش ، دانشگاه پیام نور ، مترو شهید محلاتی(خط ۳) ، شهرک کوثر |                 |
| ۹۱۰ شبانه BRT      | پایانه جنت آباد          | پایانه آزادگان               | بلوار سیمون بولیوار ، چهاردیواری ، بزرگراه آیت اله اشرفی اصفهانی ، شهید آبشناسان ، پونک ، تیراژه ، مرزداران ، فلکه دوم صادقیه ، بزرگراه جناح ، میدان آزادی ، بزرگراه سعیدی ، چهارراه یافت آباد ، وصفنارد ، میدان‌ زمزم ، مترو نعمت آباد(خط ۳) ، مترو آزادگان                                                                                         |                 |

## فهرست خطوط قدیم قبل از سال ۱۳۷۰
| خط  | مبدأ - مقصد                                             | تغییرات مبدأ و مقصد | تغییرات / وضعیت فعلی                                                           |
| --- | ------------------------------------------------------- | --- | ------------------------------------------------------------------------------ |
| ۱   | پل تجریش-پارک شهر                                       | میدان تجریش ۱۲۷ میدان ولیعصر | ادغام در: میدان تجریش ۱۰۷ میدان راه‌آهن                                         |
| ۲   | میدان قدس - میدان امام خمینی از مسیر خیابان شریعتی      | میدان قدس ۱۱۵ سیدخندان | میدان قدس ۱۹–۱۰ پایانه شهید بهشتی/ حذف:۱۳۸۹                                    |
| ۳   | پل تجریش - میدان امام خمینی                             | میدان تجریش ۱۲۶ میدان آرژانتین | پایانه تجریش ۱۸–۱۰ م. آرژانتین/ حذف:شهریور ۱۳۸۸                                |
| ۴   | دانشگاه الزهراء - پارک شهر                              | دانشگاه الزهراء ۱۲۹ میدان ولیعصر | میدان شیخ بهایی ۳۰۶ میدان ولیعصر /فعال                                         |
| ۵   | میدان اختیاریه - میدان امام خمینی                       | میدان اختیاریه ۱۱۸ میدان هفتم تیر | میدان اختیاریه ۱۳–۱۰ پایانه شهید بهشتی/ حذف:شهریور۱۳۸۷                         |
| ۶   | مجیدیه - میدان امام خمینی                               | مجیدیه ۱۲۰ خیابان معلم | میدان هروی ۲۱۰ خیابان معلم/ فعال                                               |
| ۷   | سید خندان - بیمارستان امام خمینی                        | سیدخندان ۱۱۳ بیمارستان امام خمینی | پایانه شهید بهشتی ۲۲۸ بیمارستان امام خمینی/ فعال                               |
| ۸   | لویزان - میدان امام خمینی                               | لویزان ۱۱۹ سیدخندان | بلوار ارتش ۳۰۲ پایانه شهید بهشتی /حذف:بهمن ۱۳۹۶                                |
| ۹   | مرودشت/معلم - بیمارستان امام خمینی                      | خیابان معلم ۱۱۴ میدان ولیعصر | خیابان معلم ۳۱۴ میدان ولیعصر/ فعال                                             |
| ۱۰  | میدان رسالت- میدان امام خمینی                           | م. رسالت ۱۲۲ سیدخندان م. رسالت ۱۱–۹ م. آرژانتین                                                                                       | پایانه علم و صنعت ۲۰–۹ میدان آرژانتین/ حذف:۱۳۸۹                                |
| ۱۱  | فلکه سوم تهرانپارس - شهید مطهری                         | میدان رسالت ۱۲۴ شهید مطهری | میدان رسالت ۳۹۵ شهید مطهری/ فعال                                               |
| ۱۲  | فلکه دوم تهرانپارس - م. امام خمینی                      | فلکه دوم تهرانپارس ۱۲۳ م. آرژانتین | چهارراه اشراق ۱۲–۹ پایانه بیهقی/ حذف:۱۳۹۱                                      |
| ۱۳  | میدان آفریقا/آرژانتین - میدان امام خمینی                | میدان آرژانتین ۱۲۸ م. امام خمینی | پایانه بیهقی ۳۵۸ اول فردوسی/ فعال                                              |
| ۱۴  | سید خندان - چهارراه ولیعصر                              | سید خندان ۱۱۲ چهارراه ولیعصر | پایانه شهید بهشتی ۱۱۳ چهارراه ولیعصر/ حذف                                      |
| ۱۵  | سید خندان - پانزده خرداد (بازار)                        | سید خندان ۱۱۱ م. امام خمینی | سید خندان ۳۰۴ پایانه امام خمینی/ فعال                                          |
| ۱۶  | بنی هاشم - میدان امام خمینی                             | بنی هاشم ۱۲۱ خیابان معلم | بنی هاشم ۲۱۲ خیابان معلم /حذف:تابستان ۱۳۹۲                                     |
| ۱۷  | میدان پیروز - میدان امام خمینی                          | میدان پیروز ۱۱۷ میدان هفتم تیر | ادغام در: میدان نوبنیاد ۱۴۹ میدان هفتم تیر /اجراء:اسفند ۱۳۷۳                   |
| ۱۷ب | میدان امام خمینی - صحن امام خمینی تأسیس ۱۳۶۹            | میدان امام خمینی ۱۳۹ صحن امام خمینی                                                                                                   | میدان امام خمینی ۷۳۰ مرقد امام خمینی/ حذف:۱۳۸۸                                 |
| ۱۸  | میدان قدس - میدان امام خمینی از مسیر بزرگراه صدر و مدرس | میدان قدس ۱۱۶ میدان هفتم تیر | حذف                                                                            |
| ۱۹  | میدان تجریش - میدان امام خمینی از مسیر بزرگراه مدرس     | میدان تجریش ۱۲۵ میدان هفتم تیر | پایانه شهید افشار ۲۹۷ میدان هفتم تیر / فعال                                    |
| ۲۶  | امامت - باب همایون                                      | میدان امامت ۲۳۰ میدان بهارستان | میدان امامت ۳۰۸ پایانه امام خمینی / فعال                                       |
| ۲۷  | فلکه آشتیانی - باب همایون                               | دردشت ۲۲۹ میدان بهارستان | پایانه علم و صنعت ۲۰۶ پایانه شهید براری / فعال                                 |
| ۲۸  | افسریه - میدان بهارستان                                 | پایانه والفجر ۳۳۵ میدان بهارستان | شهرک والفجر(کوهسار) ۳۱۵ میدان بهارستان/ فعال                                   |
| ۲۹  | لواسانات - ایرانمهر                                     | لواسانات ۲۳۸ چهارراه تهرانپارس | حذف / سال ۱۳۸۷                                                                 |
| ۳۰  | میدان سپاه - میدان انقلاب                               | میدان سپاه ۲۱۷ میدان انقلاب | میدان سپاه ۳۱۳ پایانه کاوه(میدان انقلاب اسلامی)/ فعال                          |
| ۳۱  | منصور - ناصر خسرو                                       | منصور ۳۳۱ سعدی جنوبی | حذف / سال ۱۳۸۹                                                                 |
| ۳۲  | اتابک - ناصر خسرو                                       | اتابک ۳۳۲ سعدی جنوبی | پایانه هاشم‌آباد(منصور) ۳۵۱ ناصر خسرو/ فعال                                     |
| ۳۳  | سیزده آبان - م. بهارستان                                | سیزده آبان ۲۲۸ م. بهارستان | پایانه ائمه اطهار ۳۰۹ میدان بهارستان/ فعال                                     |
| ۳۴  | م. امام حسین - بیمارستان امام خمینی                     | م. امام حسین ۲۱۵ م. انقلاب از مسیر خیابان طالقانی                                                                                     | حذف/ سال ۱۳۷۱                                                                  |
| ۳۵  | دانشگاه علم وصنعت -م. امام خمینی                        | دانشگاه علم وصنعت ۲۱۹ میدان امام خمینی                                                                                                | حذف/ شهریور ۱۳۷۱                                                               |
| ۳۶  | کمال وجودی - باب همایون                                 | میدان گلها ۲۳۳ میدان بهارستان | حذف/ ۱۳۸۱                                                                      |
| ۳۷  | افسریه - میدان خراسان                                   | افسریه ۳۲۸ پایانه خاوران | شهرک والفجر(کوهسار) ۴۱۸ پایانه خاوران/اجرا: آبان ١۴٠٢/فعال                     |
| ۳۸  | میدان شوش - میدان امام حسین                             | م. خراسان۳۱۸ م. امام حسین | م. خراسان ۳ و ۵ م. امام حسین/ برقی، حذف                                        |
| ۳۹  | تهران نو - میدان امام حسین                              | تهران نو ۲۱۱ میدان امام حسین | حذف/ شهریور ۱۳۷۱                                                               |
| ۴۰  | معلم - مولوی                                            | معلم ۲۳۵ میدان بهارستان | معلم ۲۱۱ میدان بهارستان/ فعال                                                  |
| ۴۱  | قصر فیروزه - میدان امام حسین                            | قصر فیروزه ۲۱۴ م. شهید کلاهدوز | حذف/ ۱۳۷۷                                                                      |
| ۴۲  | میدان رسالت - میدان بهارستان                            | میدان رسالت ۳۱۲ میدان قیام ، میدان رسالت ۳۱۲ پایانه شوش                                                                               | میدان رسالت ۳۱۲ میدان بهارستان/ برقرار اجرا: خرداد ١۴٠۳                        |
| ۴۳  | اصفهانک - ناصر خسرو                                     | اصفهانک ۳۳۳ ناصر خسرو | پاسدار گمنام ۲۰۴ سعدی جنوبی /برقرار                                            |
| ۴۴  | قنات کوثر - اقبال                                       | قنات کوثر ۲۲۳ چهارراه تهرانپارس ، شهرک پارس ۹۳۲ چهارراه تهرانپارس ، شهرک پارس ۹۳۲ پایانه علم و صنعت ، شهرک فرهنگیان ۹۳۲ پ. علم و صنعت | شهرک شهید بهشتی۳۹۹ پ. علم و صنعت/فعال                                          |
| ۴۵  | میدان رهبر -فلکه دوم تهرانپارس                          | حکیمیه ۲۳۹ چهارراه اشراق | پایانه افق (حکیمیه) ۲۲۴ پ. علم و صنعت/فعال                                     |
| ۴۶  | پارک شهرداری - اقبال                                    | پارک شهرداری ۲۲۲ اقبال | حذف/ شهریور ۱۳۷۱                                                               |
| ۴۷  | کیانشهر - میدان امام حسین                               | کیانشهر ۳۱۹ میدان خراسان | کیانشهر ۳۱۸ میدان خراسان / فعال                                                |
| ۴۸  | افسریه - میدان رسالت                                    | م. شهید کلاهدوز۲۳۷ م. رسالت | ادغام در: پایانه خاوران ۱۰۳ پایانه علم و صنعت                                  |
| ۴۹  | دانشگاه امام حسین - فلکه۲تهرانپارس                      | دانشگاه امام حسین ۹۲۴ پایانه علم و صنعت                                                                                               | دانشگاه امام حسین ۴۰۱ پایانه علم و صنعت / فعال                                 |
| ۵۱  | میدان راه‌آهن - میدان ولیعصر                             | میدان راه‌آهن ۴۱۱ میدان ولیعصر | ادغام در: میدان راه‌آهن ۱۰۷ میدان تجریش                                         |
| ۵۲  | سیزده آبان (کوی) - پارک شهر                             | سیزده آبان ۴۲۳ پارک شهر | شهرک توحید ، سیزده آبان ۲۴۳ پایانه امام خمینی/دایر                             |
| ۵۳  | جلیلی - پارک شهر                                        | شهید فتحی ۴۱۹ پ. فیاض بخش | میدان بهاران ۴۰۸ پایانه فیاض بخش /برقرار                                       |
| ۵۴  | نازی‌آباد - میدان انقلاب                                 | نازی‌آباد ۴۲۷ میدان انقلاب | حذف / سال ۱۳۹۳                                                                 |
| ۵۵  | ترمینال جنوب - ورامین                                   | میدان شوش ۳۱۷ ورامین | حذف / سال ۱۳۸۱                                                                 |
| ۵۶  | شمشیری - میدان قیام                                     | شمشیری ۴۳۰ میدان قیام | ادغام در: پایانه آزادی ۱۰۲ پایانه خاوران                                       |
| ۵۷  | شهید غیبی - پارک شهر                                    | شهید غیبی ۳۲۳ پارک شهر | ادغام در: پارکینگ شهرری(حرم) ۳۳۸ پایانه امام خمینی / حذف خط ۳۳۸ : سال ۱۴۰۱     |
| ۵۸  | یافت آباد - گمرک                                        | یافت آباد ۵۲۹ پایانه آذری | یافت آباد ۳۹۳ پایانه بوتان /فعال                                               |
| ۵۹  | خانی آباد نو - پارک شهر                                 | خانی آباد نو ۴۱۸ پارک شهر | خانی آباد نو ۳۶۴ پایانه شهید فیاض بخش / فعال                                   |
| ۶۰  | دولت‌آباد - میدان راه‌آهن                                 | فلکه سوم دولت‌آباد ۷۲۳ م. راه‌آهن | پایانه بلوار قدس(مترو دولت آباد) ۳۳۶ میدان راه‌آهن / فعال                       |
| ۶۱  | فردوس - ترمینال فیاض بخش                                | فردوس ۵۱۹ ترمینال فیاض بخش | فردوس ۴۱۳ پایانه فیاض بخش /فعال                                                |
| ۶۲  | دولت‌آباد - پارک شهر                                     | فلکه سوم دولت‌آباد ۷۲۵ باب همایون | پایانه بلوار قدس(مترو دولت آباد) ۳۳۷ پایانه امام خمینی / فعال                  |
| ۶۳  | یاخچی‌آباد - پارک شهر                                    | شهرک وصال ۴۲۲ ترمینال فیاض بخش | پایانه وصال ۳۷۶ پایانه فیاض بخش /فعال                                          |
| ۶۴  | ابوذر - میدان انقلاب                                    | میدان جلیلی ۴۲۶ میدان انقلاب | میدان جلیلی ۳۷۷ میدان انقلاب /فعال                                             |
| ۶۵  | شهرری - مهدی‌آباد                                        | مترو شهرری ۷۱۳ مهدی‌آباد مترو شهرری ۷۱۳ تورقوزآباد                                                                                     | ادغام در: پایانه مترو جوانمرد قصاب ۳۴۳ تورقوزآباد /برقرار                      |
| ۶۶  | شهرری - میدان شوش                                       | میدان شهرری ۷۲۹ میدان شوش | میدان شهید قشقایی(حرم) ۳۳۱ میدان شوش/فعال                                      |
| ۶۷  | افسریه - کشتارگاه (م. بهمن)                             | افسریه ۳۲۹ میدان بهمن) | حذف /۱۳۷۱                                                                      |
| ۶۸  | شهید غیبی - میدان راه‌آهن                                | شهید غیبی ۳۲۴ نازی‌آباد | ادغام در: پایانه مترو شهرری ۲۴۵ نازی‌آباد - م. راه‌آهن                           |
| ۶۹  | جرجانی - میدان محمدیه                                   | جرجانی ۴۳۱ میدان محمدیه | حذف /۱۳۷۸                                                                      |
| ۷۰  | خانی آباد نو - میدان راه‌آهن                             | خانی آباد نو ۴۱۷ میدان راه‌آهن | حذف /۱۳۷۱                                                                      |
| ۷۱  | شمشیری - شهرک ولی عصر                                   | پایانه بوتان ۵۲۵ شهرک ولی عصر | پایانه بوتان ۳۹۲ پایانه مترو نعمت‌آباد /فعال                                    |
| ۷۲  | زهتابی - میدان راه‌آهن                                   | زهتابی ۴۱۶ میدان راه‌آهن | حذف /۱۳۷۱                                                                      |
| ۷۳  | شمشیری - شاد آباد                                       | شمشیری ۵۲۴ م. شهدای شاد آباد | پایانه بوتان ۳۸۹ م. شهدای شاد آباد /فعال                                       |
| ۷۴  | شمشیری - وصفنارد                                        | شمشیری ۴۲۹ وصفنارد | حذف /۱۳۷۲                                                                      |
| ۷۵  | شهرری - میدان راه‌آهن                                    | پارکینگ شهرری ۷۱۶ میدان راه‌آهن | پارکینگ شهرری(حرم) ۳۳۰ میدان راه‌آهن /برقرار                                    |
| ۷۶  | تجریش - جمالزاده                                        | م. تجریش ۶۳۳ پایانه انقلاب | ادغام در: پایانه شهید افشار ۱۰۴ پایانه جنوب                                    |
| ۷۷  | استاد معین - میدان انقلاب                               | استاد معین ۶۱۳ میدان انقلاب | بلوار استاد معین ۲۶۸ میدان انقلاب (پ. کاوه) / فعال                             |
| ۷۸  | فرودگاه - میدان انقلاب                                  | فرودگاه ۵۱۱ پایانه انقلاب | حذف /مرداد ۱۳۸۶                                                                |
| ۷۹  | استاد معین - ترمینال فیاض بخش                           | استاد معین ۶۱۴ ترمینال فیاض بخش | بلوار استاد معین ۲۶۹ پایانه فیاض بخش / فعال                                    |
| ۸۰  | قصر الدشت - ترمینال فیاض بخش                            | قصر الدشت ۶۱۵ ترمینال فیاض بخش | قصر الدشت ۲۷۰ پایانه فیاض بخش /فعال                                            |
| ۸۱  | شهر آرا - ترمینال فیاض بخش                              | شهر آرا ۶۲۳ میدان انقلاب | شهرک ژاندارمری ۲۷۳ پایانه کاوه (انقلاب) /ادغام                                 |
| ۸۲  | کوی نصر - ترمینال فیاض بخش                              | کوی نصر ۶۲۰ میدان انقلاب | کوی نصر ۲۳۵ پایانه کاوه (انقلاب) /فعال                                         |
| ۸۳  | کرج - والعصر (انقلاب)                                   | کرج ۵۱۷ میدان آزادی | حذف /۱۳۷۱                                                                      |
| ۸۴  | تهرانسر - میدان انقلاب                                  | تهرانسر ۵۱۴ میدان انقلاب | حذف /۱۳۷۱                                                                      |
| ۸۵  | شهرک آزادی - میدان انقلاب                               | شهرک آزادی ۵۱۳ میدان آزادی | شهرک آزادی ۲۵۰ میدان آزادی /فعال                                               |
| ۸۶  | فرحزاد - کارگر (انقلاب)                                 | فرحزاد ۶۳۲ شهرک قدس | ادغام در: شهرک تأمین اجتماعی ۲۹۵ میدان صنعت /برقرار                            |
| ۸۷  | صادقیه - ترمینال فیاض بخش                               | پایانه مترو صادقیه ۶۲۴ میدان انقلاب                                                                                                   | حذف /۱۳۸۹                                                                      |
| ۸۸  | انتهای کارگر - ترمینال فیاض بخش                         | انتهای کارگر ۶۲۱ میدان ولیعصر | شهرک والفجر ۲۲۷ میدان ولیعصر /فعال                                             |
| ۸۹  | سرآسیاب - میدان انقلاب                                  | سرآسیاب ۵۱۲ میدان آزادی | حذف /۱۳۷۸                                                                      |
| ۹۰  | کرج - شمشیری                                            | کرج ۵۱۹ شمشیری | حذف /۱۳۷۱                                                                      |
| ۹۱  | انتهای کارگر - ترمینال فیاض بخش                         | انتهای کارگر ۶۲۲ میدان انقلاب | ادغام در: شهرک والفجر ۲۵۹ پایانه معین /برقرار                                  |
| ۹۲  | پونک - صادقیه                                           | پونک ۶۲۶ صادقیه | ادغام در: پونک ۶۵۳ میدان آزادی /اجراء:۱۳۸۰                                     |
| ۹۳  | اسلام شهر - شمشیری                                      | اسلام شهر ۵۲۱ شمشیری | حذف /۱۳۷۱                                                                      |
| ۹۴  | خلیج - شمشیری                                           | خلیج فارس ۵۲۳ شمشیری | خلیج فارس ۴۱۱ پایانه بوتان /فعال                                               |
| ۹۵  | دهکده - صادقیه                                          | دهکده ۶۲۷ متروی صادقیه | دهکده المپیک ۳۲۸ پایانه مترو صادقیه /فعال                                      |
| ۹۷  | میدان آزادی - ترمینال فیاض بخش                          | میدان آزادی ۶۱۷ ترمینال فیاض بخش | حذف: ۱۳۷۱                                                                      |
| ۹۸  | صادقیه - میدان گلها                                     | صادقیه ۶۲۵ میدان ولیعصر ادغام در: پایانه مترو صادقیه ۳۷۲ میدان ولیعصر                                                                 | ادغام در: پایانه مترو صادقیه ٣٧١ میدان شهدای هفتم تیر/اجرا: شهریور ١۴٠١/فعال   |
| ۹۹  | میدان اسدآبادی - کارگر (انقلاب)                         | میدان سیدجمال الدین اسدآبادی ۶۳۱ کارگر (انقلاب)                                                                                       | شهرک والفجر ۲۹۲ م. انقلاب /فعال                                                |
| ۱۰۱ | درکه - تجریش                                            | درکه ۱۳۰ تجریش | میدان درکه ۲۱۸ میدان جماران /فعال                                              |
| ۱۰۲ | میدان اختیاریه - سوهانک                                 | میدان اختیاریه ۱۳۷ سوهانک | سه راه ضرابخانه ۲۱۵ سوهانک /برقرار اجرا:اول اردیبهشت ۱۳۹۷                      |
| ۱۰۳ | جماران - میدان قدس                                      | جماران ۱۳۲ ترمینال تجریش | ادغام در : میدان‌جماران ۲۱۸ میدان درکه / اجراء: نیمه دوم ۱۴۰۰                   |
| ۱۰۴ | نیاوران - میدان قدس                                     | نیاوران ۱۳۳ میدان قدس | ادغام در: دارآباد ۱۳۴ میدان قدس /اجراء: ۱۳۷۹                                   |
| ۱۰۵ | لویزان - میدان قدس                                      | میدان ازگل ۱۳۵ میدان قدس میدان ازگل ۱۰۲۸ میدان تجریش میدان ازگل ۹۵۰ بلوار صبا                                                         | میدان ازگل ۲۲۰ پایانه تجریش /فعال                                              |
| ۱۰۶ | میدان اختیاریه - میدان قدس                              | - | حذف /۱۳۶۸                                                                      |
| ۱۰۷ | چیذر - قلهک                                             | - | حذف/۱۳۶۷                                                                       |
| ۱۰۷ | دارآباد - میدان قدس                                     | دارآباد ۱۳۴ میدان قدس | ادغام در: شهرک قائم ۲۹۸ پایانه تجریش /برقرار                                   |
| ۱۰۸ | میدان اختیاریه - شهرک نور                               | میدان اختیاریه ۱۰۱۷ شهرک نور | حذف /۱۳۸۷                                                                      |
| ۱۰۹ | دربند - میدان قدس                                       | دربند ۱۰۲۲ پایانه تجریش | حذف /۱۳۸۸                                                                      |
| ۱۲۶ | نیروی هوایی - میدان بهارستان                            | نیروی هوایی ۲۲۷ میدان بهارستان | حذف /۱۳۷۳                                                                      |
| ۱۲۷ | شهید نامجو - مولوی                                      | شهید نامجو ۲۳۶ میدان قیام میدان رسالت ۳۱۲ میدان قیام میدان رسالت ۳۱۲ پایانه شوش                                                       | میدان رسالت ۳۱۲ میدان بهارستان/ اجرا:١۴٠۳                                      |
| ۱۲۹ | میدان رسالت - اقبال (امام حسین)                         | میدان رسالت ۲۲۰ اقبال (امام حسین) | حذف /۱۳۷۱                                                                      |
| ۱۳۰ | میدان کلانتری - باب همایون                              | میدان کلانتری ۲۳۲ میدان بهارستان | حذف /۱۳۸۹                                                                      |
| ۱۳۱ | میدان رهبر - میدان امام حسین                            | میدان رهبر ۲۱۳ چهارراه تهرانپارس میدان رهبر ۹۱۸ پایانه علم و صنعت                                                                     | پایانه شهید زین الدین ۳۸۲ پایانه علم و صنعت /حذف: شهریور ۱۳۹۸                  |
| ۱۳۲ | میدان بروجردی - باب همایون                              | میدان بروجردی ۲۳۱ میدان بهارستان | حذف/۱۳۷۲                                                                       |
| ۱۳۴ | سمنگان - اقبال (امام حسین)                              | سمنگان ۲۲۱ وحیدیه | میدان رسالت ۷۰۱ وحیدیه /فعال                                                   |
| ۱۳۵ | میدان امام حسین - م. امام خمینی                         | میدان امام حسین ۲۱۸ م. امام خمینی | حذف/۱۳۸۹                                                                       |
| ۱۳۶ | مسعودیه - میدان خراسان                                  | مسعودیه ۳۲۶ پایانه خاوران | شهرک رضویه(کاروان) ۳۴۸ پایانه خاوران /فعال                                     |
| ۱۳۷ | سراج - اقبال (امام حسین)                                | سراج ۲۲۴ اقبال (امام حسین) | حذف /۱۳۷۱                                                                      |
| ۱۳۸ | پارک ولیعصر - ناصر خسرو                                 | پارک ولیعصر ۳۳۴ ناصر خسرو | پارک ولی‌عصر(بیسیم) ۳۵۳ سعدی جنوبی /فعال                                        |
| ۱۳۹ | م. امام حسین - م. انقلاب                                | م. امام حسین ۲۱۶ م. انقلاب | ادغام در: چهارراه تهرانپارس ۱۰۱ پایانه آزادی                                   |
| ۱۴۰ | شمیران نو - میدان رسالت                                 | شمیران نو ۲۴۱ میدان رسالت | شمیران نو ۳۹۷ میدان رسالت /فعال                                                |
| ۱۴۱ | میدان شوش - میدان امام خمینی                            | میدان شوش ۳۳۰ سعدی جنوبی | ادغام در: پایانه جنوب ۳۱۹ سعدی جنوبی /برقرار                                   |
| ۱۴۲ | صفا - باب همایون                                        | صفا ۲۳۴ میدان بهارستان | حذف/۱۳۹۰                                                                       |
| ۱۴۳ | دلاوران - میدان امام حسین                               | سراج ۲۱۲ میدان امامت سراج ۹۱۶ پل خاقانی                                                                                               | شهرک پارس ۲۰۸ پل خاقانی /فعال                                                  |
| ۱۴۴ | مشیریه - میدان خراسان                                   | مشیریه ۳۲۷ پایانه خاوران | شهرک مشیریه ۳۵۲ پایانه خاوران /فعال                                            |
| ۱۴۵ | قیام دشت - میدان خراسان                                 | قیام دشت ۳۲۵ پایانه خاوران | قیام دشت ۲۶۳ پایانه خاوران /فعال                                               |
| ۱۵۱ | جوادیه - بلوار کشاورز                                   | جوادیه ۴۲۵ میدان ولیعصر | حذف/۱۳۸۸                                                                       |
| ۱۵۲ | م. راه‌آهن - بیمارستان امام خمینی                        | م. راه‌آهن ۴۱۲ بیمارستان امام خمینی | حذف/۱۳۷۱                                                                       |
| ۱۵۳ | میدان راه‌آهن - بلوار کریم خان                           | م. راه‌آهن ۴۱۳ بلوار کریم خان | ادغام در: م. راه‌آهن ۳۵۵ میدان هفتم تیر /برقرار                                 |
| ۱۵۴ | صالح آباد - میدان محمدیه                                | صالح آباد غربی ۷۱۱ میدان محمدیه | شهرک رسالت ۲۳۸ میدان محمدیه/فعال                                               |
| ۱۵۵ | خزانه بخارائی - پارک شهر                                | خزانه بخارائی ۳۲۲ ناصرخسرو پایانه ابریشم ۷۲۰ مترو امام خمینی                                                                          | پایانه ابریشم ۲۵۷ پایانه فیاض بخش/فعال                                         |
| ۱۵۷ | میدان راه‌آهن - رستم                                     | میدان راه‌آهن ۴۱۴ خیابان رستم | حذف/۱۳۷۸                                                                       |
| ۱۵۸ | رباط کریم - پارک شهر                                    | رباط کریم ۴۲۱ پایانه فیاض بخش | ادغام در: میدان بهاران ۴۰۸ پایانه فیاض بخش /فعال                               |
| ۱۶۱ | زمان آباد - شهرری                                       | زمان آباد ۳۱۵ شهرری | زمان آباد ۳۴۱ پایانه مترو شهرری /فعال                                          |
| ۱۶۲ | اسفندیاری - میدان راه‌آهن                                | اسفندیاری ۴۱۵ میدان راه‌آهن | حذف/۱۳۷۱                                                                       |
| ۱۶۳ | جوادیه - پارک شهر                                       | جوادیه ۴۲۴ پایانه فیاض بخش | جوادیه ۲۵۸ پایانه فیاض بخش /فعال                                               |
| ۱۶۴ | شمشیری - پارک شهر                                       | م. شمشیری ۴۲۰ پایانه فیاض بخش | پایانه شمشیری ۴۰۳ پایانه فیاض بخش /فعال                                        |
| ۱۶۶ | شهرری - میدان شوش                                       | میدان شهرری ۳۱۲ دولت‌آباد مترو شهرری ۷۱۹ فلکه سوم دولت‌آباد                                                                             | پایانه مترو شهرری ۳۳۵ پایانه مترو دولت‌آباد /فعال                               |
| ۱۶۷ | شهرری - میدان محمدیه                                    | شهرری ۷۱۷ میدان محمدیه | حذف/۱۳۸۱                                                                       |
| ۱۶۸ | عبدل آباد - نازی‌آباد                                    | شکوفه ۴۲۸ نازی‌آباد شهرک احمدیه ۴۰۹ پایانه شهدای هفده شهریور                                                                           | ادغام در: شهرک احمدیه(شکوفه) ۴۱۰ پایانه مترو علی آباد/اجرا: اول بهمن ۱۴۰۰/فعال |
| ۱۷۶ | صادقیه - شمشیری                                         | فلکه دوم صادقیه ۶۲۸ شمشیری | ادغام در: پایانه جنت آباد ۱۱۰ پایانه آزادگان /فعال                             |
| ۱۷۷ | سی متری جی - ترمینال فیاض بخش                           | سی متری جی ۶۱۸ پایانه فیاض بخش | حذف/۱۳۷۵                                                                       |
| ۱۷۹ | مالک اشتر - ترمینال فیاض بخش                            | مالک اشتر ۶۱۹ پایانه فیاض بخش | مالک اشتر ۲۷۱ پایانه فیاض بخش /فعال                                            |
| ۱۸۰ | کن - میدان انقلاب                                       | کن ۶۱۱ فلکه دوم صادقیه کن ۸۱۴ مترو صادقیه                                                                                             | پایانه کن ۲۸۴ پایانه مترو صادقیه /فعال                                         |
| ۱۸۱ | شمشیری - میدان انقلاب                                   | شمشیری ۶۱۲ میدان انقلاب | سی متری جی(شهید بختیاری) ۲۷۲ پایانه کاوه (انقلاب) /فعال                        |
| ۱۸۲ | سعادت آباد - کارگر (انقلاب)                             | سعادت آباد ۶۳۰ میدان صنعت | شهرک بوعلی ۲۸۲ میدان صنعت /فعال                                                |
| ۱۸۳ | میدان جمهوری - میدان بهارستان                           | میدان جمهوری ۶۳۵ میدان بهارستان | میدان جمهوری ۴۰۷ میدان بهارستان /فعال                                          |
| ۱۸۵ | شهرک صدر - صادقیه                                       | شهرک صدر ۶۲۹ صادقیه پایانه شهران ۲۸۵ پایانه مترو صادقیه                                                                               | حذف/۱۴۰۰ ادغام در: پایانه کن ۲۸۴ پایانه مترو صادقیه/اجرا: شهریور ۱۴۰۱/فعال     |
| ۱۸۶ | جنت آباد - شهر زیبا                                     | جنت آباد ۶۳۴ صادقیه جنت آباد جنوبی ۸۱۸ منرو صادقیه                                                                                    | جنت آباد جنوبی ۲۸۶ پایانه مترو صادقیه /فعال                                    |
| ۲۰۱ | کرج - فرصت (انقلاب)                                     | کرج ۵۱۶ میدان آزادی | حذف/۱۳۷۱                                                                       |
| ۲۰۲ | مهر شهر - فرصت (انقلاب)                                 | مهر شهر ۵۱۵ میدان آزادی | حذف/۱۳۷۱                                                                       |
| ۲۰۳ | باغستان - والعصر (انقلاب)                               | باغستان ۵۱۸ میدان آزادی | حذف/۱۳۷۱                                                                       |
| ۲۰۴ | کرج - والعصر (انقلاب)                                   | کرج ۵۱۷ میدان آزادی | حذف/۱۳۷۱                                                                       |
| ۲۰۵ | کرج - شمشیری                                            | کرج ۵۱۹ شمشیری | حذف/۱۳۷۱                                                                       |
| ۲۰۶ | اسلام شهر - شمشیری                                      | اسلام شهر ۵۲۱ شمشیری | حذف/۱۳۷۱                                                                       |
| ۲۰۷ | رباط کریم - شمشیری                                      | رباط کریم ۵۲۰ شمشیری | حذف/۱۳۷۱                                                                       |
| ۲۰۸ | احمدآباد - شمشیری                                       | احمدآباد ۵۲۲ شمشیری | حذف/۱۳۷۱                                                                       |

## فهرست خطوط راه اندازی شده از سال ۱۳۷۰ به  بعد
| خط         | مبدأ - مقصد                                                                                        | تغییرات مبدأ و مقصد                                                                                          | تغییرات / وضعیت فعلی                                                                 |
| ---------- | -------------------------------------------------------------------------------------------------- | --- | ------------------------------------------------------------------------------------ |
| ۱ و ۲ برقی | دپوی شرق - میدان امام حسین تأسیس ۱۳۷۱                                                              | حذف: ۱۳۸۶ | ادغام در: چهارراه تهرانپارس ۱۰۱ پایانه آزادی                                         |
| ۳ و ۵ برقی | میدان امام حسین - میدان خراسان تأسیس ۱۳۷۵                                                          | حذف خط برقی: ۱۳۹۳                                                                                            | میدان امام حسین ۳۲۱ انتهای ۱۷ شهریور / برقرار                                        |
| ۴ برقی     | میدان خراسان - دپوی بعثت تأسیس ۱۳۷۵                                                                | حذف: ۱۳۹۳ برقراری مجدد: ۱۳۹۷                                                                                 | میدان شهداء ۴۱۹ انتهای ۱۷ شهریور / برقرار                                            |
| ۵ برقی     | میدان شوش - میدان امام حسین تأسیس ۱۳۸۲                                                             | میدان خراسان ۳۲۰ میدان راه‌آهن اجراء: ۱۳۹۳ (اتوبوس عادی)                                                      | ادغام در: پایانه شهید محلاتی ۳۴۹ میدان راه‌آهن                                        |
| ۷ برقی     | میدان خراسان - دپوی شرق تأسیس ۱۳۷۶                                                                 | | حذف: ۱۳۸۲                                                                            |
| ۱۱۷        | قیطریه - سیدخندان تأسیس ۱۳۷۵                                                                       | قیطریه ۱۰۱۱ پایانه شهید بهشتی زمان خرداد ۱۳۸۲                                                                | حذف / ۱۳۸۸                                                                           |
| ۱۳۸        | میدان رسالت - میدان ونک تأسیس خرداد ۱۳۷۱                                                           | میدان رسالت ۹۱۵ میدان ونک                                                                                    | میدان رسالت ۳۸۶ میدان ونک/ فعال                                                      |
| ۱۳۹        | میدان ونک - میدان امام خمینی تأسیس مرداد ۱۳۷۱                                                      | - | حذف / اردیبهشت ۱۳۷۲                                                                  |
| ۱۴۰        | میدان هفت تیر - میدان امام خمینی تأسیس مرداد ۱۳۷۱                                                  | - | حذف / فروردین ۱۳۸۲                                                                   |
| ۱۴۱        | سید خندان - میدان امام خمینی تأسیس مرداد ۱۳۷۱                                                      | پایانه شهید بهشتی ۱۲۷ میدان امام خمینی زمان خرداد ۱۳۸۲                                                       | حذف / ۱۳۸۷                                                                           |
| ۱۴۲        | خیابان معلم - میدان امام خمینی تأسیس مرداد ۱۳۷۱                                                    | خیابان معلم ۲۱۶ میدان امام خمینی                                                                             | خیابان معلم ۳۸۱ پایانه امام خمینی/فعال                                               |
| ۱۴۳        | میدان هفت تیر - میدان انقلاب تأسیس مهر ۱۳۷۲                                                        | پایانه شهید بهشتی ۱۲۸ میدان انقلاب زمان خرداد ۱۳۸۲                                                           | ادغام در: پایانه بیهقی ۲۶۷ میدان انقلاب/ حذف: آذر ١۴٠٢                               |
| ۱۴۴        | میدان ولیعصر - میدان امام خمینی تأسیس اردیبهشت ۱۳۷۲                                                | میدان ولیعصر ۳۶۰ اول فردوسی                                                                                  | حذف/۱۳۹۶                                                                             |
| ۱۴۵        | میدان قدس - میدان امام خمینی تأسیس شهریور ۱۳۷۲                                                     | میدان قدس ۳۵۷ میدان امام خمینی                                                                               | حذف/ فروردین ۱۳۹۶                                                                    |
| ۱۴۶        | میدان قدس - پیچ شمیران تأسیس دی ۱۳۷۲                                                               | | میدان قدس ۳۰۳ پیچ شمیران/ فعال                                                       |
| ۱۴۷        | میدان رسالت - پیچ شمیران تأسیس دی۱۳۷۲                                                              | | میدان رسالت ۳۶۲ پیچ شمیران/ فعال                                                     |
| ۱۴۸        | میدان رسالت - میدان هفتم تیر تأسیس بهمن ۱۳۷۲                                                       | میدان رسالت ۹۱۹ پایانه شهید بهشتی زمان خرداد ۱۳۸۲                                                            | حذف/ مهر ۱۳۹۱                                                                        |
| ۱۴۹        | میدان نوبنیاد - میدان هفتم تیر تأسیس بهمن ۱۳۷۲                                                     | پایانه شهید دستواره(معصومی) ۱۰۲۱ م. هفتم تیر زمان تیر ۱۳۸۳                                                   | حذف / مرداد ۱۳۹۴                                                                     |
| ۱۵۰        | میدان رسالت - فرهنگسرای اشراق تأسیس ۱۳۷۵                                                           | پایانه علم وصنعت۹۳۰ فرهنگسرای اشراق زمان ۱۳۸۵                                                                | حذف / ۱۳۸۹                                                                           |
| ۱۵۱        | میرداماد - میدان هفت تیر تأسیس فروردین ۱۳۷۳                                                        | | حذف / فروردین ۱۳۸۲                                                                   |
| ۱۵۲        | پل تجریش - ولنجک تأسیس ۱۳۷۵                                                                        | | پایانه شهید افشار (پارک وی) ۲۲۱ ولنجک/ فعال                                          |
| ۱۵۳        | میدان رسالت - کوهک تأسیس ۱۳۷۶                                                                      | | میدان رسالت ۲۲۲ کوهک/ فعال                                                           |
| ۱۵۵        | سیدخندان - میدان انقلاب تأسیس بهمن ۱۳۷۷                                                            | | حذف / فروردین ۱۳۸۲                                                                   |
| ۱۵۶        | میدان رسالت - میدان قدس تأسیس بهمن ۱۳۷۷                                                            | میدان رسالت ۱۰۳۴ میدان قدس                                                                                   | حذف / مهر ۱۳۹۱                                                                       |
| ۱۵۷        | میدان رسالت - چهارراه ولیعصر تأسیس بهمن ۱۳۷۷                                                       | میدان رسالت ۹۲۳ بزرگمهر                                                                                      | حذف / ۱۳۸۷                                                                           |
| ۱۵۸        | میدان ونک - میدان امام خمینی تأسیس بهمن ۱۳۷۷                                                       | میدان ونک ۱۲۰ میدان امام خمینی                                                                               | حذف / ۱۳۸۸                                                                           |
| ۱۵۹        | میدان صنعت - میدان هفتم تیر تأسیس بهمن ۱۳۷۷                                                        | | میدان صنعت ۳۰۷ میدان هفتم تیر / فعال                                                 |
| ۱۶۰        | سید خندان - میدان امام حسین تأسیس بهمن ۱۳۷۷                                                        | پایانه شهید بهشتی ۱۱۹ م. امام حسین زمان خرداد ۱۳۸۲                                                           | پایانه شهید بهشتی ۲۱۲ میدان امام حسین / فعال                                         |
| ۱۶۱        | میدان رسالت - میدان صنعت تأسیس اردیبهشت ۱۳۷۸                                                       | | میدان رسالت ۴۰۰ میدان صنعت / فعال                                                    |
| ۱۶۲        | فلکه سوم تهرانپارس - شهید مطهری از مسیر خ. ۱۹۶غربی و دلاوران تأسیس اردیبهشت ۱۳۷۸                   | | فلکه سجادیه(سوم تهرانپارس) ۳۹۶ شهید مطهری/ فعال                                      |
| ۱۶۳        | میدان پیروزان - میدان ونک تأسیس ۱۳۷۸                                                               | | ادغام در: م. شیخ بهایی ۲۳۴ متروی شهید حقانی                                          |
| ۱۶۴        | میدان هروی - میدان سپاه تأسیس اردیبهشت ۱۳۷۸                                                        | | حذف/ چندماه بعد                                                                      |
| ۱۶۵        | انتهای خ. آفریقا - میدان آرژانتین تأسیس اردیبهشت ۱۳۷۸                                              | | انتهای خیابان آفریقا ۳۶۳ پایانه بیهقی / فعال                                         |
| ۱۶۶        | میدان نوبنیاد - پایانه تجریش تأسیس اردیبهشت ۱۳۷۸                                                   | پایانه شهید دستواره ۱۰۳۶ تجریش زمان تیر ۱۳۸۳                                                                 | پایانه شهید دستواره(معصومی) ۲۲۵ میدان قدس / فعال                                     |
| ۱۷۰        | پایانه بیهقی - میدان امام خمینی تأسیس ۱۳۷۰                                                         | | ادغام در: پایانه بیهقی ۳۵۸ اول فردوسی                                                |
| ۱۷۱        | پایانه بیهقی - میدان انقلاب اسلامی تأسیس ۱۳۷۰                                                      | | پایانه بیهقی ۲۶۷ میدان انقلاب/ حذف: آذر ١۴٠٢                                         |
| ۱۷۲        | پایانه بیهقی - چهارراه ولیعصر تأسیس ۱۳۷۰                                                           | پایانه بیهقی ۱۳۳ چهارراه ولیعصر                                                                              | حذف/ ۱۳۸۶                                                                            |
| ۱۷۳        | میدان قدس - پایانه متروی شهید حقانی از مسیر خیابان شریعتی تأسیس اردیبهشت ۱۳۸۱                      | بلوار صبا ۱۰۲۷ متروی شهید حقانی                                                                              | حذف/ ۱۳۸۹                                                                            |
| ۱۷۴        | میدان اختیاریه - پایانه متروی شهید حقانی تأسیس اردیبهشت ۱۳۸۱                                       | میدان اختیاریه ۱۰۲۹ متروی شهید حقانی                                                                         | حذف/ تیر ۱۳۹۳                                                                        |
| ۱۷۵        | لویزان - متروی شهید حقانی تأسیس اردیبهشت ۱۳۸۱                                                      | شهید محلاتی ۱۰۳۱ متروی شهید حقانی                                                                            | بلوار ارتش ۳۰۱ پایانه متروی شهید حقانی/ فعال                                         |
| ۱۷۶        | میدان تجریش - پایانه متروی شهید حقانی تأسیس اردیبهشت ۱۳۸۱                                          | میدان تجریش ۱۰۳۳ متروی شهید حقانی                                                                            | حذف/ ۱۳۸۹                                                                            |
| ۱۷۷        | میدان قدس - پایانه متروی شهید حقانی از مسیر بزرگراه صدر و مدرس تأسیس اردیبهشت ۱۳۸۱                 | میدان قدس ۱۰۳۵ متروی شهید حقانی                                                                              | حذف/ ۱۳۸۲                                                                            |
| ۱۷۸        | میدان پیروزان - پایانه متروی شهید حقانی تأسیس اردیبهشت ۱۳۸۱                                        | میدان پیروزان ۱۰۳۷ متروی شهید حقانی                                                                          | میدان شیخ بهایی ۲۳۴ پایانه متروی شهید حقانی/ فعال                                    |
| ۱۷۹        | میدان نوبنیاد - پایانه متروی شهید حقانی از مسیر بزرگراه صدر تأسیس تیر ۱۳۸۱                         | میدان نوبنیاد ۱۰۳۹ متروی شهید حقانی                                                                          | حذف/ ۱۳۸۸                                                                            |
| ۱۸۰ شبانه  | میدان تجریش - میدان امام خمینی از مسیر خیابان ولیعصر تأسیس ۱۳۸۳                                    | | حذف/ ۱۳۸۸                                                                            |
| ۱۸۱ شبانه  | میدان امام حسین - میدان آزادی تأسیس ۱۳۸۳                                                           | حذف/ مرداد ۱۳۸۶                                                                                              | ادغام در شبانه: چهارراه تهرانپارس ۹۰۱ پایانه آزادی                                   |
| ۱۸۲ شبانه  | میدان قدس - میدان امام خمینی از مسیر خیابان شریعتی تأسیس ۱۳۸۳                                      | م | حذف/ ۱۳۸۸                                                                            |
| ۲۱۰        | پارک سوار شهید محلاتی - م. هفتم تیر تأسیس بهمن ۱۳۷۳                                                | پایانه شهید محلاتی ۲۱۱ م. هفتم تیر                                                                           | پایانه شهید محلاتی ۲۷۸ میدان هفتم تیر/ برقرار                                        |
| ۲۱۱        | چهارراه تهرانپارس - میدان انقلاب اسلامی تأسیس ۱۳۷۲                                                 | حذف/ مرداد ۱۳۸۶                                                                                              | ادغام در: چهارراه تهرانپارس ۱۰۱ پایانه آزادی                                         |
| ۲۱۵        | خاقانی - میدان امام خمینی تأسیس ۱۳۷۲                                                               | | حذف/ مرداد ۱۳۸۶                                                                      |
| ۲۱۹        | میدان خراسان - میدان انقلاب اسلامی تأسیس ۱۳۷۲                                                      | بلوار قیام ۲۷۶ میدان انقلاب اسلامی                                                                           | میدان خراسان ۲۷۶ پایانه کاوه(میدان انقلاب اسلامی) / برقرار                           |
| ۲۲۰        | میدان امام حسین - میدان ولیعصر تأسیس ۱۳۷۲                                                          | میدان امام حسین ۱۱۶ میدان ولیعصر                                                                             | حذف/ سال ۱۳۸۹                                                                        |
| ۲۲۲        | میدان امام حسین - میدان آزادی تأسیس ۱۳۷۲                                                           | حذف/ مرداد ۱۳۸۶                                                                                              | ادغام در: چهارراه تهرانپارس ۱۰۱ پایانه آزادی                                         |
| ۲۲۴        | میدان بهارستان - میدان ولیعصر تأسیس ۱۳۷۲                                                           | حذف/ ۱۳۸۹ | ادغام در: پایانه شهید براری ۳۱۰ میدان ولیعصر                                         |
| ۲۲۵        | میدان نبوت - میدان انقلاب اسلامی تأسیس ۱۳۷۳                                                        | میدان نبوت ۲۲۴ میدان انقلاب                                                                                  | حذف/ مرداد ۱۳۸۶                                                                      |
| ۲۲۷        | میدان بهارستان - میدان شهید کلاهدوز تأسیس ۱۳۷۲                                                     | حذف/ ۱۳۸۲ | ادغام در: پایانه شهید براری ۳۱۰ میدان ولیعصر                                         |
| ۲۳۱        | میدان امام حسین - میدان شهید کلاهدوز تأسیس ۱۳۷۳                                                    | میدان امام حسین ۲۲۱ میدان شهید کلاهدوز                                                                       | حذف/ ۱۳۹۰                                                                            |
| ۲۴۲        | قنات کوثر - میدان رسالت تأسیس ۱۳۷۱                                                                 | شهرک پارس ۲۲۳ میدان رسالت                                                                                    | حذف:بهمن ۱۴۰۲                                                                        |
| ۲۴۳        | میدان رهبر - میدان رسالت تأسیس ۱۳۷۲                                                                | پایانه شهید زین الدین ۳۸۲ م. رسالت                                                                           | شهرک شهید بهشتی ۳۸۲ میدان رسالت/ برقرار                                              |
| ۲۴۴        | فلکه چهارم تهرانپارس - میدان رسالت تأسیس ۱۳۷۲                                                      | | حذف/ ۱۳۷۴                                                                            |
| ۲۴۴        | میدان شهداء - میدان هفتم تیر تأسیس اردیبهشت ۱۳۷۸                                                   | میدان کلانتری ۲۲۰ میدان هفتم تیر                                                                             | بلوار نیکنام ۲۷۷ میدان هفتم تیر/ برقرار                                              |
| ۲۴۵        | خاقانی - میدان امام حسین تأسیس ۱۳۷۱                                                                | | حذف/ ۱۳۷۳                                                                            |
| ۲۴۵        | چهارراه تهرانپارس - میدان رسالت تأسیس ۱۳۷۷                                                         | چهارراه تهرانپارس ۲۹–۹ میدان رسالت                                                                           | چهارراه تهرانپارس ۲۰۷ میدان رسالت/ حذف: تیر ۱۴۰۲                                     |
| ۲۴۶        | میدان بهارستان - میدان امام خمینی تأسیس ۱۳۷۱                                                       | میدان بهارستان ۲۳۱ میدان امام خمینی                                                                          | حذف/ ۱۳۸۹                                                                            |
| ۲۴۷        | مولوی - میدان رسالت تأسیس ۱۳۷۷                                                                     | | حذف/ فروردین ۱۳۸۲                                                                    |
| ۲۴۸        | خاقانی - میدان ولیعصر تأسیس ۱۳۷۷                                                                   | | حذف/ چندماه بعد                                                                      |
| ۲۴۹        | میدان خراسان - میدان ولیعصر ۱۳۷۷                                                                   | میدان خراسان ۲۳۳ میدان ولیعصر                                                                                | حذف/ ۱۳۸۳                                                                            |
| ۲۵۰        | پارک سوار شهید محلاتی - م. امام حسین تأسیس بهمن۱۳۷۳                                                | | حذف/ ۱۳۷۷                                                                            |
| ۲۵۱        | چهارراه تهرانپارس - میدان ولیعصر تأسیس اردیبهشت ۱۳۷۸                                               | چهارراه تهرانپارس ۲۲۶ میدان ولیعصر                                                                           | حذف/ مرداد ۱۳۸۶                                                                      |
| ۲۸۰ شبانه  | چهارراه اشراق - میدان امام خمینی تأسیس ۱۳۸۳                                                        | | حذف/ ۱۳۸۸                                                                            |
| ۲۸۱ شبانه  | چهارراه تهرانپارس - بیمارستان امام خمینی تأسیس ۱۳۸۳                                                | | حذف/ مرداد ۱۳۸۶                                                                      |
| ۳۱۰        | ترمینال شهید کلاهدوز- میدان بهارستان تأسیس ۱۳۷۲                                                    | | حذف/ ۱۳۷۶                                                                            |
| ۳۲۵        | پایانه خاوران - میدان امام حسین تأسیس ۱۳۷۵                                                         | | حذف/ ۱۳۸۸                                                                            |
| ۳۲۹        | شهید محلاتی (آهنگ) - ناصر خسرو تأسیس ۱۳۷۳                                                          | | بلوار ابوذر ۳۴۴ ناصر خسرو/ برقرار                                                    |
| ۳۳۶        | میدان بسیج - میدان خراسان تأسیس ۱۳۷۱                                                               | پایانه خاوران ۳۳۶ میدان خراسان حذف: ۱۳۸۷                                                                     | ادغام در: پایانه خاوران ۱۰۲ پایانه آزادی                                             |
| ۳۳۷        | میدان قیام - میدان امام خمینی تأسیس ۱۳۷۱                                                           | | حذف/ ۱۳۷۵                                                                            |
| ۳۳۷        | پایانه خاوران - ناصر خسرو تأسیس ۱۳۷۵                                                               | | حذف/ ۱۳۸۷                                                                            |
| ۳۳۸        | میدان خراسان - میدان امام خمینی تأسیس ۱۳۷۲                                                         | مولوی شرقی ۳۳۸ سعدی جنوبی                                                                                    | حذف/ ۱۳۸۶                                                                            |
| ۳۳۹        | میدان بسیج - میدان شهید کلاهدوز تأسیس ۱۳۷۱                                                         | پایانه خاوران - میدان شهید کلاهدوز حذف / ۱۳۸۸                                                                | ادغام در: پایانه خاوران ۱۰۳ پایانه علم و صنعت                                        |
| ۳۴۰        | پارک سوار شهید محلاتی - میدان راه‌آهن تأسیس ۱۳۷۳                                                    | | پایانه شهید محلاتی ۳۴۹ میدان راه‌آهن /برقرار                                          |
| ۳۴۱        | میدان شوش - میدان خراسان تأسیس ۱۳۷۱                                                                | | حذف/ ۱۳۷۸                                                                            |
| ۳۴۲        | میدان بسیج - خاور شهر تأسیس ۱۳۷۲                                                                   | پایانه خاوران ۳۴۲ خاور شهر                                                                                   | پایانه خاوران ۳۵۴ خاور شهر/ برقرار                                                   |
| ۳۴۳        | میدان بسیج - شمس‌آباد تأسیس ۱۳۷۲                                                                    | میدان بسیج ۳۴۳ مسگرآباد پایانه خاوران ۳۴۳ مسگرآباد                                                           | پایانه خاوران ۳۵۰ مسگرآباد/ برقرار                                                   |
| ۳۴۴        | میدان شوش - کیانشهر تأسیس ۱۳۷۳                                                                     | | مترو شوش ۳۱۶ کیانشهر/ برقرار                                                         |
| ۳۴۵        | میدان خراسان - ناصرخسرو تأسیس ۱۳۷۳                                                                 | | حذف/ ۱۳۷۷                                                                            |
| ۳۴۵        | شهرک شهید بروجردی - پایانه خاوران تأسیس ۱۳۸۳                                                       | | شهرک شهید بروجردی ۲۰۱ پایانه خاوران/ برقرار                                          |
| ۳۴۶        | میدان شوش - میدان راه‌آهن تأسیس ۱۳۷۲                                                                | | حذف/ ۱۳۷۵                                                                            |
| ۳۴۶        | کیانشهر - دپوی جنوب تأسیس ۱۳۷۵                                                                     | | حذف/ ۱۳۷۷                                                                            |
| ۳۴۶        | شهرک شهید بروجردی - پایانه جنوب تأسیس ۱۳۸۳                                                         | | شهرک شهید بروجردی ۲۰۳ مترو پایانه جنوب/ برقرار                                       |
| ۳۴۷        | میدان شوش - ناصرخسرو تأسیس ۱۳۷۲                                                                    | | حذف/ ۱۳۷۵                                                                            |
| ۳۴۷        | پایانه خاوران - میدان راه‌آهن تأسیس ۱۳۷۳                                                            | | حذف/ ۱۳۸۸                                                                            |
| ۳۴۸        | پارکینگ شهرری - بهشت زهرا تأسیس ۱۳۷۲                                                               | | حذف/ ۱۳۷۵                                                                            |
| ۳۵۰        | پارک سوار جنوب - میدان امام حسین تأسیس ۱۳۷۲                                                        | | حذف/ ۱۳۹۰                                                                            |
| ۳۵۲        | میدان شوش - میدان بهارستان تأسیس بهمن ۱۳۷۷                                                         | | پایانه شوش ۳۱۷ میدان بهارستان/ اجرا: اردیبهشت ١۴٠٢                                   |
| ۳۵۶        | میدان خراسان - باب همایون تأسیس ۱۳۷۷                                                               | | حذف/ چند ماه بعد                                                                     |
| ۳۵۷        | میدان شوش - میدان امام حسین تأسیس بهمن ۱۳۷۷                                                        | | حذف/ ۱۳۸۳                                                                            |
| ۳۵۸        | ترمینال هاشم‌آباد - میدان محمدیه تأسیس اردیبهشت ۱۳۷۸                                                | | حذف/ ۱۳۸۷                                                                            |
| ۳۵۹        | ابوذر (آهنگ) - میدان بهارستان تأسیس بهمن ۱۳۷۷                                                      | | بلوار ابوذر ۳۴۵ میدان بهارستان/ برقرار                                               |
| ۳۶۰        | پارک سوار جنوب - میدان امام خمینی تأسیس ۱۳۷۲                                                       | پارک سوار جنوب ۳۶۰ ناصر خسرو                                                                                 | پایانه جنوب ۳۱۹ سعدی جنوبی/ برقرار                                                   |
| ۳۶۱        | کیانشهر - میدان قیام تأسیس اردیبهشت ۱۳۷۸                                                           | | حذف/ ۱۳۸۱                                                                            |
| ۳۶۳        | پایانه افسریه - میدان شهید کلاهدوز تأسیس اردیبهشت ۱۳۷۸                                             | پایانه والفجر ۳۶۳ میدان شهداء                                                                                | پایانه ثامن الحجج ۳۱۱ میدان شهداء/ برقرار                                            |
| ۳۷۰        | پارک سوار شهید محلاتی (شرق ۲)- ناصر خسرو تأسیس ۱۳۷۳                                                | | حذف/ ۱۳۸۰                                                                            |
| ۳۷۰        | پایانه خاوران - میدان شهداء تأسیس ۱۳۸۱                                                             | | پایانه خاوران ۳۴۷ میدان شهدا / برقرار                                                |
| ۳۷۱        | انتهای بلوار هجرت - میدان شهید کلاهدوز تأسیس ۱۳۸۳                                                  | | انتهای بلوار هجرت ۲۰۲ میدان شهید کلاهدوز/ برقرار                                     |
| ۳۷۲        | پایانه بعثت (جنوب)- میدان خراسان تأسیس ۱۳۸۲                                                        | | حذف/ ۱۳۸۴                                                                            |
| ۳۷۴        | قیام دشت - پایانه خاوران تأسیس ۱۳۸۳                                                                | | قیام دشت ۲۶۳ پایانه خاوران/ برقرار                                                   |
| ۳۷۵        | پایانه خاوران - مترو شهرری تأسیس ۱۳۸۳                                                              | | حذف/ ۱۳۸۷                                                                            |
| ۳۸۰ شبانه  | پایانه خاوران - میدان امام خمینی تأسیس ۱۳۸۳                                                        | | حذف/ ۱۳۸۸                                                                            |
| ۳۸۱ شبانه  | پایانه خاوران - میدان امام حسین تأسیس ۱۳۸۳                                                         | | حذف/ ۱۳۸۸                                                                            |
| ۳۸۲ شبانه  | پایانه خاوران - میدان بهارستان تأسیس ۱۳۸۵                                                          | | حذف/ ۱۳۸۸                                                                            |
| ۴۱۲        | میدان راه‌آهن - میدان هفتم تیر تأسیس ۱۳۷۲                                                           | | میدان راه‌آهن ۳۵۹ میدان هفتم تیر/ برقرار                                              |
| ۴۱۳        | خانی آباد نو - مترو علی‌آباد تأسیس ۱۳۸۰                                                             | | خانی آباد نو ۳۷۳ پایانه مترو علی‌آباد/ برقرار                                         |
| ۴۱۴        | شهید فتحی - مترو دانشگاه جنگ تأسیس تیر ۱۳۷۹                                                        | | شهید فتحی ۴۰۴ مترو حر/ برقرار                                                        |
| ۴۱۵        | زمزم - میدان راه‌آهن تأسیس ۱۳۷۲                                                                     | | حذف/ ۱۳۷۵                                                                            |
| ۴۱۵        | زمزم - میدان انقلاب تأسیس بهمن ۱۳۷۷                                                                | | پایانه شهید سروری ۳۸۴ میدان انقلاب/ برقرار                                           |
| ۴۱۶        | زمزم - میدان بهمن تأسیس ۱۳۷۲                                                                       | پایانه شهید سروری ۴۱۶ میدان بهمن                                                                             | ادغام در: شهرک شهید شریفی ۴۰۵ میدان بهمن                                             |
| ۴۱۷        | میدان راه‌آهن - میدان بهارستان تأسیس ۱۳۷۲                                                           | | حذف/ ۱۳۸۷                                                                            |
| ۴۲۳        | میدان شمشیری - پایانه جنوب تأسیس تیر ۱۳۷۹                                                          | | حذف/ ۱۳۸۱                                                                            |
| ۴۲۹        | شهرک وصال - میدان راه‌آهن تأسیس ۱۳۷۴                                                                | | ادغام در: پایانه وصال ۳۶۶ پایانه کاوه(میدان انقلاب اسلامی) /اجراء: ۱۳۸۶              |
| ۴۳۱        | شهرک وصال - پایانه مترو علی‌آباد تأسیس ۱۳۸۰                                                         | | شهرک وصال ۳۸۰ پایانه مترو علی‌آباد /برقرار                                            |
| ۴۳۲        | جوادیه - مترو شوش تأسیس ۱۳۸۰                                                                       | | حذف/ ۱۳۸۳                                                                            |
| ۴۳۲        | پ. شهید سروری - شهرک شهید شریفی (دولتخواه) تأسیس ۱۶ آبان ۱۳۸۵                                      | پ. شهید سروری ۲۴۷ شهرک شهید شریفی                                                                            | ادغام در: میدان بهمن ۴۰۵ شهرک شهید شریفی                                             |
| ۴۳۳        | زمزم - پایانه فیاض بخش تأسیس ۱۳۷۲                                                                  | | پایانه شهید سروری ۴۱۷ پایانه فیاض بخش /برقرار                                        |
| ۴۳۴        | شکوفه - پایانه مترو علی‌آباد تأسیس ۱۳۸۰                                                             | شهرک احمدیه(شکوفه) ۴۱۰ پایانه مترو علی‌آباد                                                                   | پایانه شهید سروری(شکوفه) ۴۱۰ پایانه مترو علی‌آباد(نازی آباد)/اجرا: مرداد ١۴٠٢ /برقرار |
| ۴۳۵        | بازار دوم نازی‌آباد - پایانه فیاض بخش تأسیس ۱۳۷۱                                                    | | پایانه ۱۷ شهریور (نازی‌آباد) ۲۵۶ پایانه فیاض بخش /برقرار                              |
| ۴۳۶        | میدان راه‌آهن - میدان امام حسین تأسیس بهمن ۱۳۷۷                                                     | | حذف/ مرداد ۱۳۸۶                                                                      |
| ۴۳۷        | میدان راه‌آهن - میدان انقلاب اسلامی تأسیس ۱۳۷۱                                                      | | حذف/ ۱۳۸۲                                                                            |
| ۴۳۸        | پایانه جنوب - میدان ولیعصر تأسیس ۱۳۷۷                                                              | | حذف/ ۱۳۸۸                                                                            |
| ۴۳۹        | میدان شمشیری - میدان ولیعصر از مسیر خ؛ ولیعصر تأسیس ۱۳۷۷                                           | | حذف/ ۱۳۸۸                                                                            |
| ۴۴۰        | بازار دوم نازی‌آباد - میدان ولیعصر تأسیس بهمن ۱۳۷۷                                                  | | حذف/ ۱۳۸۸                                                                            |
| ۴۴۱        | میدان راه‌آهن - استاد مطهری تأسیس بهمن ۱۳۷۷                                                         | | حذف/ ۱۳۸۸                                                                            |
| ۴۴۲        | میدان راه‌آهن - میدان توحید تأسیس اردیبهشت ۱۳۷۸                                                     | | حذف/ ۱۳۸۸                                                                            |
| ۴۴۳        | میدان شکوفه (عبدل آباد) - پارک شهر تأسیس اردیبهشت ۱۳۷۸                                             | | حذف/ ۱۳۸۳                                                                            |
| ۴۴۳        | میدان راه‌آهن - خ. آزادی (شهید زارع) تأسیس ۱۳۸۳                                                     | پایانه معین ٢٧۵ بیمارستان امام خمینی(ره)                                                                     | پایانه معین ۲۷۵ خیابان شهید زارع/ اجرا: آذر ١۴٠٢/ برقرار                             |
| ۴۴۴        | زمزم - مترو شوش تأسیس ۱۳۸۰                                                                         | پ. شهید سروری ۴۴۴ مترو شوش                                                                                   | حذف/ ۱۳۸۸                                                                            |
| ۴۴۵        | میدان بهمن - میدان میوه و تره بار تأسیس ۱۳۸۰                                                       | | حذف/ ۱۳۸۳                                                                            |
| ۴۴۷        | میدان راه‌آهن - میدان بهاران تأسیس اردیبهشت ۱۳۷۸                                                    | | حذف/ ۱۳۸۱                                                                            |
| ۴۴۸        | میدان راه‌آهن - بیمارستان شریعتی تأسیس اردیبهشت ۱۳۷۸                                                | پ. معین ۴۴۸ بیمارستان شریعتی                                                                                 | پایانه معین ۲۵۹ پایانه شهرک والفجر /برقرار                                           |
| ۴۴۹        | خانی آباد نو - میدان انقلاب تأسیس اردیبهشت ۱۳۷۸                                                    | | خانی آباد نو ۳۶۵ پایانه کاوه(میدان انقلاب اسلامی) /برقرار                            |
| ۴۵۰        | پارک سوار جنوب - میدان انقلاب تأسیس ۱۳۷۱                                                           | | حذف/ ۱۳۸۹                                                                            |
| ۴۸۰ شبانه  | نازی‌آباد - میدان امام خمینی تأسیس ۱۳۸۳                                                             | نازی‌آباد - شهید مطهری اجراء:۱۳۸۵                                                                             | حذف/ ۱۳۸۸                                                                            |
| ۴۸۱ شبانه  | پایانه جنوب - میدان ولیعصر تأسیس ۱۳۸۳                                                              | | حذف/ ۱۳۸۸                                                                            |
| ۴۸۲ شبانه  | شهید سروری - میدان انقلاب تأسیس ۱۳۸۳                                                               | | حذف/ ۱۳۸۸                                                                            |
| ۵۱۲        | شهرک ولیعصر - پارک سوار آزادی تأسیس ۱۳۷۷                                                           | | شهرک ولیعصر ۳۸۵ پایانه آزادی /برقرار                                                 |
| ۵۱۳        | شهرک وردآورد - مترو وردآورد تأسیس ۱۳۸۱                                                             | | شهرک وردآورد ۳۹۴ پایانه مترو وردآورد /برقرار                                         |
| ۵۱۳        | یافت آباد - پایانه آزادی تأسیس ۱۳۸۴                                                                | | یافت آباد ۳۷۵ پایانه آزادی /برقرار                                                   |
| ۵۱۴ شبانه  | فرودگاه - میدان انقلاب تأسیس ۱۳۷۵                                                                  | | حذف/ ۱۳۸۱                                                                            |
| ۵۱۴        | شهرک گلدسته - پایانه شهید سروری تأسیس ۲۱ بهمن ۱۳۸۲                                                 | شهرک گلدسته ۵۱۴ میدان شمشیری                                                                                 | شهرک گلدسته ۲۴۸ پایانه بوتان/برقرار                                                  |
| ۵۱۵        | میدان آزادی - شهریار تأسیس ۱۳۷۱                                                                    | حذف ۱۳۷۵ | خط شهریار-آزادی با مدیریت اتوبوسرانی شهریار برقرار است                               |
| ۵۱۵        | شهرک دانشگاه - پارک سوار آزادی تأسیس ۱۳۷۵                                                          | | شهرک دانشگاه ۲۵۳ پایانه آزادی/ برقرار                                                |
| ۵۱۵        | شهرک دانشگاه شریف - مترو وردآورد تأسیس ۱۳۸۳                                                        | | شهرک دانشگاه شریف ۲۳۱ پ. مترو وردآورد /برقرار                                        |
| ۵۱۵        | ابراهیم‌آباد - پایانه آزادی تأسیس بهمن ۱۳۸۶                                                         | | ابراهیم‌آباد ۳۷۴ پایانه آزادی /برقرار                                                 |
| ۵۱۶        | خلیج فارس - پارک سوار آزادی تأسیس ۱۳۷۳                                                             | | خلیج فارس ۴۱۲ پایانه آزادی/ برقرار                                                   |
| ۵۱۷        | شهرک دریا - پارک سوار آزادی تأسیس ۱۳۷۳                                                             | شهرک دریا ۸۱۶ پایانه آزادی                                                                                   | شهرک دریا ۴۱۴ پایانه آزادی/ برقرار                                                   |
| ۵۱۷        | اسلام‌آباد - شهرک ولیعصر تأسیس ۱۳۸۳                                                                 | | حذف: ۱۳۸۸                                                                            |
| ۵۱۸        | فرودگاه مهرآباد - میدان راه‌آهن تأسیس ۱۳۷۵                                                          | | حذف:۱۳۸۷                                                                             |
| ۵۲۰        | فرودگاه مهرآباد - میدان ونک تأسیس ۱۳۷۵                                                             | حذف :۱۳۸۶ برقراری مجدد:بهمن ۱۳۹۲                                                                             | فرودگاه مهرآباد ۳۷۰ میدان آزادی /اجرا: اسفند ١۴٠٢ /برقرار                            |
| ۵۲۱        | زمزم - پارک سوار آزادی تأسیس ۱۳۷۱                                                                  | پایانه شهید سروری۵۲۱ پایانه آزادی                                                                            | ادغام در: پ. شهید سروری ۵۲۷ مترو صادقیه /حذف                                         |
| ۵۲۲        | شهرک اکباتان - میدان ولیعصر تأسیس ۱۳۷۷                                                             | شهرک اکباتان ۸۲۱ میدان ولیعصر                                                                                | حذف :۱۳۸۸                                                                            |
| ۵۲۲        | شهرک نصیرآباد (شهریار) - شهرک دریا تأسیس ۱۳۸۳                                                      | | حذف:۱۳۸۶                                                                             |
| ۵۲۶        | سرآسیاب مهرآباد - مترو صادقیه تأسیس تیر ۱۳۷۹                                                       | شادآباد ۵۲۶ پایانه مترو صادقیه                                                                               | میدان شهدای شادآباد ۳۹۱ پایانه مترو صادقیه /برقرار                                   |
| ۵۲۷        | زمزم - مترو صادقیه تأسیس تیر ۱۳۷۹                                                                  | پ. شهید سروری ۵۲۶ مترو صادقیه                                                                                | پایانه شهید سروری ۳۷۸ پایانه مترو صادقیه /حذف: اردیبهشت ۱۳۹۷                         |
| ۵۲۸        | وصفنارد - میدان آزادی تأسیس ۱۳۷۲                                                                   | م. بهاران ۵۲۸ پایانه شمشیری                                                                                  | مترو زمزم ۲۷۴ پایانه شمشیری /حذف: آبان ١۴٠٢                                          |
| ۵۲۹        | یافت آباد- میدان شمشیری تأسیس ۱۳۷۲                                                                 | | یافت آباد ۳۹۳ پایانه بوتان /برقرار                                                   |
| ۵۳۰        | شهرک اکباتان - میدان آزادی تأسیس ۱۳۷۱                                                              | شهرک اکباتان ۸۱۹ میدان آزادی شهرک اکباتان-شهرک آپادانا ٢٣٧ پایانه مترو صادقیه پایانه اکباتان ٢٣٧ میدان آزادی | پایانه شهرک اکباتان ۲۳۷ خیابان شهید نفیسی/ اجرا: بهار ١۴٠٢/برقرار                    |
| ۵۳۱        | شهرک اکباتان - میدان انقلاب اسلامی تأسیس ۱۳۷۲                                                      | شهرک اکباتان ۸۲۳ میدان انقلاب                                                                                | حذف/ ۱۳۸۶                                                                            |
| ۵۳۱        | گرمدره - پایانه آزادی تأسیس ۱۳۸۳                                                                   | | حذف :۱۳۸۵                                                                            |
| ۵۳۲        | پارک سوار آزادی - میدان امام خمینی تأسیس ۱۳۷۲                                                      | پایانه آزادی ۵۳۲ پایانه فیاض بخش                                                                             | حذف/ ۱۳۸۷                                                                            |
| ۵۳۳        | پارک سوار آزادی - میدان ولیعصر تأسیس ۱۳۷۲                                                          | | حذف/ ۱۳۸۷                                                                            |
| ۵۳۴        | پارک سوار آزادی - میدان ونک تأسیس ۱۳۷۲                                                             | پایانه آزادی ۶۴۰ میدان ونک                                                                                   | پایانه آزادی ۳۶۹ میدان ونک /برقرار                                                   |
| ۵۳۵        | پارک سوار آزادی - پایانه جنوب تأسیس ۱۳۷۲                                                           | | حذف/ ۱۳۸۷                                                                            |
| ۵۳۶        | پارک سوار آزادی - میدان صنعت تأسیس ۱۳۷۲                                                            | پایانه آزادی ۶۴۸ میدان صنعت                                                                                  | پایانه آزادی ۲۸۸ میدان صنعت /برقرار                                                  |
| ۵۳۷        | پایانه شمشیری - میدان ولیعصر تأسیس بهمن ۱۳۷۷                                                       | | پایانه شمشیری ۳۷۹ میدان ولیعصر /برقرار                                               |
| ۵۳۸        | پایانه آزادی - میدان هفتم تیر تأسیس بهمن ۱۳۷۷                                                      | | پایانه آزادی ۳۵۵ میدان هفتم تیر /برقرار                                              |
| ۵۳۹        | شهرک اکباتان - مترو سهرورد تأسیس ۱۳۷۹                                                              | شهرک اکباتان ۸۲۳ مترو سهرورد                                                                                 | حذف/ ۱۳۸۸                                                                            |
| ۵۸۰ شبانه  | میدان شمشیری - میدان امام خمینی تأسیس ۱۳۸۳                                                         | | حذف/ ۱۳۸۸                                                                            |
| ۵۸۱ شبانه  | پایانه آزادی - پایانه جنوب تأسیس ۱۳۸۵                                                              | | حذف/ ۱۳۸۸                                                                            |
| ۶۱۷        | انتهای خ. امام خمینی - م. امام خمینی تأسیس ۱۳۷۲                                                    | انتهای امام خمینی ۶۱۷ پایانه فیاض بخش                                                                        | مالک اشتر (شهیدان) ۶۱۷ پایانه فیاض بخش /حذف:۱۳۸۹                                     |
| ۶۲۶        | جنت آباد شمالی - مترو صادقیه تأسیس ۱۳۷۹                                                            | جنت آباد شمالی ۸۲۰ مترو صادقیه                                                                               | جنت آباد شمالی ۲۷۹ پایانه مترو صادقیه /برقرار                                        |
| ۶۲۶        | شهرک ژاندارمری - میدان انقلاب اسلامی تأسیس ۱۳۸۳                                                    | | شهرک ژاندارمری ۲۷۳ پایانه انقلاب (کاوه) /برقرار                                      |
| ۶۲۸        | شهرک شهید باقری - مترو ایران خودرو تأسیس ۱۸ دی ۱۳۹۰                                                | شهرک شهید باقری ۶۲۸ مترو چیتگر                                                                               | پایانه دریاچه ۳۲۷ پایانه مترو چیتگر /برقرار                                          |
| ۶۳۴        | میدان تجریش - مترو نواب تأسیس ۱۳۸۰                                                                 | پارک وی ۱۱۱۶ مترو نواب                                                                                       | ادغام در: پایانه شهید افشار ۱۰۴ پایانه جنوب /اجراء: ۱۳۸۹                             |
| ۶۳۶        | فلکه دوم صادقیه - میدان جمهوری اسلامی تأسیس ۱۳۷۱                                                   | | حذف: ۱۳۸۱                                                                            |
| ۶۳۶        | میدان صنعت - میدان تجریش تأسیس ۱۳۸۳                                                                | میدان صنعت ۶۱۱ انتهای بزرگراه نیایش                                                                          | میدان صنعت ۲۹۴ انتهای بزرگراه آیت الله هاشمی رفسنجانی /برقرار                        |
| ۶۳۷        | میدان انقلاب اسلامی - پایانه فیاض بخش تأسیس ۱۳۷۱                                                   | | حذف: ۱۳۸۶                                                                            |
| ۶۳۸        | میدان آزادی - میدان انقلاب اسلامی تأسیس ۱۳۷۱                                                       | پایانه آزادی ۵۳۶ میدان انقلاب                                                                                | حذف: مرداد ۱۳۸۶                                                                      |
| ۶۳۹        | میدان صنعت - میدان انقلاب اسلامی تأسیس ۱۳۷۲                                                        | میدان صنعت ۱۱۱۳ میدان انقلاب                                                                                 | حذف/۱۴۰۰                                                                             |
| ۶۴۰        | میدان آزادی - پایانه فیاض بخش تأسیس ۱۳۷۲                                                           | پایانه آزادی ۵۳۴ پایانه فیاض بخش                                                                             | حذف: ۱۳۸۹                                                                            |
| ۶۴۱        | فلکه دوم صادقیه - شهرک فرهنگیان تأسیس اردیبهشت ۱۳۷۸                                                | | حذف: ۱۳۸۰                                                                            |
| ۶۴۲        | پونک - حصارک تأسیس ۱۳۷۸                                                                            | پونک ۸۲۲ حصارک                                                                                               | ادغام در: پایانه جنت آباد ۱۱۰ پایانه آزادگان /اجراء: ۱۳۸۹                            |
| ۶۴۳        | آذربایجان - پایانه فیاض بخش تأسیس ۱۳۷۲                                                             | | حذف: ۱۳۷۹                                                                            |
| ۶۴۴        | فلکه دوم صادقیه - پایانه فیاض بخش تأسیس ۱۳۷۲                                                       | مترو صادقیه ۶۴۴ پایانه فیاض بخش                                                                              | حذف: ۱۳۸۸                                                                            |
| ۶۴۵        | فلکه دوم صادقیه - میدان جهاد تأسیس ۱۳۷۷                                                            | | حذف: ۱۳۸۰                                                                            |
| ۶۴۶        | فلکه دوم صادقیه - میدان هفتم تیر تأسیس ۱۳۷۷                                                        | | پایانه مترو صادقیه ۳۷۱ میدان هفتم تیر /برقرار                                        |
| ۶۴۷        | م. انقلاب - پایانه شهید فیاض بخش تأسیس ۱۳۷۳                                                        | پایانه کاوه (انقلاب) ۲۶۶ پایانه شهید فیاض بخش                                                                | حذف: ۳۰ آذر ۱۳۹۸                                                                     |
| ۶۴۸        | میدان آزادی - میدان انقلاب اسلامی تأسیس ۱۳۷۵                                                       | | حذف: مرداد ۱۳۸۶                                                                      |
| ۶۵۰        | م. جمهوری اسلامی - پل کریم خان زند تأسیس ۱۳۷۴                                                      | | میدان جمهوری اسلامی ۳۵۶ پل کریم خان زند /برقرار                                      |
| ۶۵۱        | میدان صنعت - پونک باختری تأسیس اردیبهشت ۱۳۷۸                                                       | میدان صنعت ۶۵۱ ایوانک                                                                                        | ادغام در: میدان صنعت ۲۹۳ مترو دانشگاه شریف                                           |
| ۶۵۲        | پل مدیریت - بلوار امامزاده تأسیس اردیبهشت ۱۳۷۸                                                     | پل مدیریت ۱۱۲۳ بلوار امامزاده                                                                                | پل مدیریت ۲۸۹ بلوار امامزاده / برقرار                                                |
| ۶۵۳        | پونک - میدان آزادی تأسیس اردیبهشت ۱۳۷۸                                                             | پونک ۸۲۴ پایانه آزادی                                                                                        | ادغام در: پایانه جنت آباد ۱۱۰ پایانه آزادگان /اجراء: ۱۳۸۹                            |
| ۶۵۳        | م. صنعت - مترو شهید حقانی تأسیس ۱۳۸۲                                                               | | پایانه مترو شهید حقانی ۳۰۵ پل مدیریت/ اجرا: بهمن ١۴٠٢/ برقرار                        |
| ۶۵۴        | شهرک هوانیروز - فلکه دوم صادقیه تأسیس ۱۳۷۸                                                         | شهرک هوانیروز ۸۱۰ مترو صادقیه                                                                                | پایانه دریاچه ۳۲۲ پایانه مترو صادقیه /برقرار                                         |
| ۶۵۴        | م. صنعت - شهرک مخابرات تأسیس ۱۳۸۳                                                                  | م. صنعت ۱۱۱۹ شهرک بام تهران اجراء:۳۰ تیر ۱۳۹۱                                                                | م. صنعت ۲۸۳ شهرک بام تهران /برقرار                                                   |
| ۶۵۵        | کوی نصر - میدان ولی‌عصر تأسیس اردیبهشت ۱۳۷۸                                                         | | کوی نصر ۲۳۶ میدان ولی‌عصر /برقرار                                                     |
| ۶۵۶        | پایانه مترو تهران (صادقیه) - فلکه دوم صادقیه تأسیس اردیبهشت ۱۳۷۸                                   | | حذف: ۱۳۷۹                                                                            |
| ۶۵۸        | میدان جمهوری اسلامی - میدان ونک تأسیس اردیبهشت ۱۳۷۸                                                | | حذف: ۱۳۸۹                                                                            |
| ۶۶۰        | پایانه مترو صادقیه - میدان شمشیری تأسیس اردیبهشت ۱۳۷۸                                              | | حذف: ۱۳۸۱                                                                            |
| ۶۶۱        | پایانه مترو صادقیه - میدان ولی‌عصر تأسیس اردیبهشت ۱۳۷۸                                              | ادغام در خط ۶۲۵ اجراء: ۱۳۸۳                                                                                  | ادغام در: پایانه مترو صادقیه ٣٧١ میدان شهدای هفتم تیر/اجرا: شهریور ١۴٠١/فعال         |
| ۶۶۲        | پایانه مترو صادقیه - میدان انقلاب تأسیس اردیبهشت ۱۳۷۸                                              | | حذف: ۱۳۸۱                                                                            |
| ۶۶۲        | میدان انقلاب - مترو دانشگاه جنگ تأسیس ۱۳۸۲                                                         | | حذف: ۱۳۸۳                                                                            |
| ۶۶۴        | میدان نور - استاد مطهری تأسیس تیر ۱۳۷۹                                                             | فلکه دوم صادقیه ۶۶۴ استاد مطهری                                                                              | پ. مترو صادقیه ۳۸۸ پ. مترو شهید بهشتی /برقرار                                        |
| ۶۶۶        | مترو دانشگاه شریف - استاد مطهری تأسیس تیر ۱۳۷۹                                                     | | حذف: ۱۳۸۳                                                                            |
| ۶۶۷        | م. صنعت - مترو صادقیه تأسیس ۱۳۸۰                                                                   | | میدان صنعت ۲۹۰ پایانه مترو صادقیه /برقرار                                            |
| ۶۶۸        | م. صنعت - مترو دانشگاه شریف تأسیس ۱۳۸۰                                                             | | میدان صنعت ۲۹۳ مترو دانشگاه شریف /برقرار                                             |
| ۶۷۰ شبانه  | فرودگاه - پایانه شرق تأسیس ۱۳۸۳                                                                    | | حذف/ ۱۳۸۶                                                                            |
| ۶۷۰ شبانه  | فرودگاه - میدان هفتم تیر تأسیس ۱۳۸۶                                                                | | حذف/ ۱۳۸۸                                                                            |
| ۶۸۰ شبانه  | فرودگاه - میدان امام خمینی تأسیس ۱۳۸۳                                                              | | حذف/ ۱۳۸۸                                                                            |
| ۶۸۱ شبانه  | میدان صنعت - میدان امام خمینی تأسیس ۱۳۸۳                                                           | | حذف/ ۱۳۸۶                                                                            |
| ۷۱۰        | خزانه بخارایی – میدان راه‌آهن تأسیس ۱۳۸۳                                                            | | ادغام در: مترو جوانمرد قصاب ۲۴۶ خزانه-م. راه‌آهن /اجراء:۱۳۸۶                          |
| ۷۱۱        | پارکینگ شهرری – مترو علی‌آباد تأسیس شهریور ۱۳۸۰                                                     | پارکینگ شهرری ۷۱۱ مترو شهرری                                                                                 | پارکینگ شهرری ۳۳۴ پایانه مترو شهرری /برقرار                                          |
| ۷۱۲        | صالح آباد شرقی - میدان محمدیه تأسیس آبان ۱۳۷۸                                                      | | حذف: ۱۳۸۰                                                                            |
| ۷۱۲        | مترو مرقد امام - میدان بصیرت (بهشت زهرا) تأسیس ۵ آذر ۱۳۹۰                                          | | مترو مرقد امام ۲۳۳ میدان بصیرت (بهشت زهرا) /حذف: ۱۳۹۶                                |
| ۷۱۴        | صنیع خانی غربی – مترو علی‌آباد تأسیس ۷ شهریور ۱۳۸۰                                                  | شهرک رسالت ۲۴۰ پایانه مترو علی آباد                                                                          | ادغام در : شهرک رسالت ۲۳۸ میدان محمدیه                                               |
| ۷۱۵        | پارکینگ شهرری - باقر شهر تأسیس بهمن ۱۳۷۷                                                           | مترو شهرری ۷۱۵ باقر شهر                                                                                      | ادغام در : پایانه مترو شهرری ۳۴۲ درسون آباد                                          |
| ۷۱۸        | پارکینگ شهرری - باب همایون تأسیس بهمن ۱۳۷۷                                                         | | پارکینگ شهرری(حرم) ۳۳۸ پایانه امام خمینی / حذف : پاییز ۱۴۰۱                          |
| ۷۲۴        | صنیع خانی شرقی - مترو علی‌آباد تأسیس ۷ شهریور ۱۳۸۰                                                  | شهرک توحید ۲۴۱ پایانه مترو علی آباد                                                                          | ادغام در: سیزده آبان(کوی کمیته-شهرک توحید) ۲۴۳ پایانه امام خمینی/ اجرا: ۱۴۰۰/ فعال   |
| ۷۲۶        | میدان شهرری - میدان خراسان تأسیس بهمن ۱۳۷۷                                                         | مترو شهرری ۷۲۱ میدان خراسان                                                                                  | پایانه مترو شهرری ۳۴۰ میدان خراسان /برقرار                                           |
| ۷۲۸        | شهید غیبی - میدان راه‌آهن تأسیس آبان ۱۳۷۸                                                           | مترو شهرری ۷۲۸ میدان راه‌آهن                                                                                  | پایانه مترو شهرری ۲۴۵ نازی‌آباد-م. راه‌آهن /برقرار                                     |
| ۷۲۷        | فلکه سوم دولت‌آباد – مترو ترمینال جنوب تأسیس ۱۳۸۱                                                   | | حذف: ۱۳۸۵                                                                            |
| ۷۲۷        | مترو شهرری – میدان صفائیه تأسیس ۴ آذر ۱۳۸۵                                                         | | پایانه مترو شهرری ۳۴۶ شهرک فرهنگیان /برقرار اجرا: اسفند ١۴٠١                         |
| ۷۲۹        | شهید غیبی – ناصر خسرو تأسیس آبان ۱۳۷۸                                                              | شهید غیبی ۷۲۸ مترو باب همایون                                                                                | حذف: ۱۳۸۱                                                                            |
| ۷۳۱        | میدان شهرری – مترو شوش تأسیس ۱۳۸۰                                                                  | | حذف: ۱۳۸۲                                                                            |
| ۷۳۱        | مترو شهرری – فشافویه حسن‌آباد تأسیس ۱۳۸۳                                                            | | مترو شهرری ۲۶۰ حسن‌آباد فشافویه /حذف: ۱۳۹۵                                            |
| ۷۳۲        | مترو شهرری – مترو ترمینال جنوب تأسیس ۲ آبان ۱۳۸۱                                                   | مترو شهرری ۷۳۲ میدان راه‌آهن اجراء:۱۳۸۶                                                                       | پ. مترو جوانمرد قصاب ۲۴۶ خزانه-م. راه‌آهن /برقرار                                     |
| ۷۳۳        | مترو شهرری – جاده ورامین (فیروزآباد) تأسیس ۱۳۸۳                                                    | | پایانه مترو شهرری ۳۳۳ شهرک نظامی(عباس آباد) /برقرار                                  |
| ۷۳۴        | شهرک گلریز - مترو علی‌آباد تأسیس ۲۶ مرداد ۱۳۸۳                                                      | مرتضی گرد ۷۳۴ مترو علی‌آباد اجراء:۲۶اردیبهشت ۱۳۹۱                                                             | پلائین(مرتضی گرد) ۲۴۴ پایانه مترو علی‌آباد /برقرار/ اجرا: بهمن ١٣٩۶                   |
| ۷۳۵        | سیزده آبان - مترو علی‌آباد تأسیس ۷ شهریور ۱۳۸۰                                                      | سیزده آبان ۷۲۶ مترو علی‌آباد                                                                                  | حذف: ۱۳۸۳                                                                            |
| ۷۳۵        | مترو شهرری – عباس‌آباد تأسیس ۱۳۸۳                                                                   | | حذف: ۱۳۹۰                                                                            |
| ۷۸۰ شبانه  | مترو شهرری - میدان امام خمینی تأسیس ۱۳۸۳                                                           | | حذف/ ۱۳۸۸                                                                            |
| ۷۸۱ شبانه  | مترو شهرری - پایانه خاوران تأسیس ۱۳۸۳                                                              | | حذف/ ۱۳۸۸                                                                            |
| ۸۱۱        | شهرک دریا - مترو صادقیه تأسیس ۱۳۸۱                                                                 | شهرک دریا ۸۱۵ مترو صادقیه                                                                                    | شهرک دریا ۴۱۵ پایانه مترو صادقیه /برقرار                                             |
| ۸۲۶        | کوهسار - میدان صنعت تأسیس ۱۳۸۲                                                                     | | پایانه کوهسار ۲۸۱ میدان صنعت /برقرار                                                 |
| ۸۲۷        | تهرانسر شرقی - مترو صادقیه تأسیس ۱۳۸۲                                                              | | تهرانسر شرقی ۴۱۶ پایانه مترو صادقیه /برقرار                                          |
| ۸۲۸        | شهرداری منطقه۲۲ - شهر زیبا تأسیس ۱۳۸۲                                                              | شهرک شهید باقری ۲۲۱۹ شهر زیبا کوهسار ۲۲۱۹ پایانه آزادی                                                       | پایانه کوهسار ۲۸۰ پایانه آزادی /برقرار                                               |
| ۸۲۹        | شهرک شهرداری - میدان آزادی تأسیس آبان ۱۳۸۲                                                         | شهرک شهرداری ۲۵۲ پایانه آزادی شهرک وردآورد ۲۵۲ پایانه آزادی                                                  | شهرک شهرداری ۲۵۲ پایانه آزادی /برقرار                                                |
| ۸۳۰        | شهرک هوانیروز - پایانه آزادی تأسیس ۱۳۸۲                                                            | شهرک شهید باقری ۲۲۲۲ پایانه آزادی                                                                            | پایانه شهرک شهید باقری ۳۲۳ پایانه آزادی /برقرار                                      |
| ۸۳۱        | شهرک استقلال- تهرانسر تأسیس ۱۳۸۳                                                                   | پایانه آزادگان ۲۵۵ شهرک فرهنگیان                                                                             | پایانه استقلال ۲۵۵ پایانه آزادی /برقرار                                              |
| ۸۳۲        | شهرک هوانیروز - مترو صادقیه تأسیس ۱۳۸۲                                                             | شهرک هوانیروز ۲۲۱۲ مترو صادقیه                                                                               |                                                                                      |
| ۸۳۳        | شهرک دانشگاه شریف - شهرک شهرداری تأسیس ۱۳۸۳                                                        | | حذف: ۱۳۸۷                                                                            |
| ۸۳۵        | شهرک آزادشهر - شهرک شهرداری تأسیس ۱۳۸۳                                                             | شهرک آزادشهر ۸۳۵ مترو ایران خودرو                                                                            | حذف :۱۳۸۹                                                                            |
| ۸۳۸        | شهرک شهید باقری - مترو صادقیه تأسیس اسفند ۱۳۸۴                                                     | پایانه شهرک شهید باقری ۳۲۴ پایانه مترو صادقیه                                                                | پایانه شهرک شهید باقری ۳۲۴ مترو ورزشگاه آزادی / اجراء:۴ مهر ۱۴۰۲-برقرار              |
| ۸۴۱        | شهرک شهرداری - مترو ایران خودرو تأسیس ۱۱ نیر ۱۳۸۳                                                  | شهرک شهرداری ۲۴۹ پایانه مترو ایران خودرو                                                                     | شهرک شهرداری ۲۴۹ پایانه مترو چیتگر /حذف: شهریور ١۴٠٢                                 |
| ۸۸۰ شبانه  | شهر زیبا - میدان امام خمینی تأسیس ۱۳۸۳                                                             | | حذف/ ۱۳۸۸                                                                            |
| ۸۸۱ شبانه  | پونک - پایانه آزادی تأسیس ۱۳۸۳                                                                     | | حذف/ ۱۳۸۸                                                                            |
| ۹۱۰        | شهرک پارس - چهارراه تهرانپارس تأسیس ۴ بهمن ۱۳۸۹                                                    | | شهرک پارس ۴۰۲ چهارراه تهرانپارس /برقرار                                              |
| ۹۳۴        | حکیمیه - میدان نوبنیاد تأسیس اردیبهشت ۱۳۸۳                                                         | حکیمیه ۱۰۱۸ پایانه شهید دستواره                                                                              | پایانه افق (حکیمیه) ۲۱۴ پایانه شهید دستواره(معصومی) /برقرار                          |
| ۹۳۶        | پارک غزال (جاجرود) - چهارراه تهرانپارس تأسیس ۱۳۸۳                                                  | | حذف: ۱۳۸۳                                                                            |
| ۹۳۶        | انتهای بلوار احسان - چهارراه تهرانپارس تأسیس ۱۳۸۳                                                  | | حذف: ۱۳۸۴                                                                            |
| ۹۳۶        | پایانه علم و صنعت - چهارراه تهرانپارس تأسیس ۱۳۸۵                                                   | | حذف: ۱۳۸۷                                                                            |
| ۹۳۷        | پل خاقانی - پایانه شهید بهشتی تأسیس ۱ آبان ۱۳۹۰                                                    | | پل خاقانی ۲۰۹ پایانه شهید بهشتی /برقرار                                              |
| ۹۳۸        | شهرک پارس - چهارراه تهرانپارس تأسیس اردیبهشت ۱۳۸۵                                                  | | حذف: ۱۳۸۸                                                                            |
| ۹۴۰        | شهرک پارس - پایانه علم و صنعت از مسیر بزرگراه باقری تأسیس اردیبهشت ۱۳۸۵                            | | حذف: تیر ۱۳۸۸                                                                        |
| ۹۴۲        | شهرک پارس - میدان نوبنیاد تأسیس ۲ آذر ۱۳۸۵                                                         | | حذف: ۸ مهر ۱۳۸۶                                                                      |
| ۹۵۳        | حکیمیه - چهارراه تهرانپارس تأسیس اردیبهشت ۱۳۹۱                                                     | | حکیمیه ۳۹۸ چهارراه تهرانپارس /حذف: آذر ١۴٠٢                                          |
| ۹۸۰ شبانه  | میدان رسالت - پایانه خاوران تأسیس ۱۳۸۳                                                             | | حذف/ ۱۳۸۷                                                                            |
| ۱۰۱۰       | پایانه تجریش - پایانه آزادی تأسیس بهمن ۱۳۸۴                                                        | | حذف: مرداد ۱۳۸۹                                                                      |
| ۱۰۱۰       | شهرک شهید محلاتی - پایانه علم و صنعت شمالی تأسیس ۲۴ آذر ۱۳۸۵                                       | شهرک شهید محلاتی ۹۳۶ پ. علم و صنعت                                                                           | شهرک شهید محلاتی ۲۱۶ پایانه علم و صنعت شمالی /برقرار                                 |
| ۱۰۱۳       | مترو شهید حقانی - میدان هفتم تیر تأسیس شهریور ۱۳۸۷                                                 | | حذف: ۱۳۸۷                                                                            |
| ۱۰۱۴       | شهید دلیری (زرگنده) - مترو شهید حقانی تأسیس ۱۳۸۲                                                   | | حذف: ۱۳۸۲                                                                            |
| ۱۰۱۴       | شهرک صدف - میدان نوبنیاد تأسیس ۲۱ مرداد ۱۳۸۵                                                       | شهرک صدف ۱۰۱۴ میدان قدس شهرک صدف ۱۰۱۴ پایانه شهید دستواره شهرک صدف ۹۴۰ بلوار صبا اردیبهشت ۱۳۹۲               | شهرک صدف ۲۱۷ مترو قیطریه / برقرار                                                    |
| ۱۰۱۹       | میدان رسالت - پل نصر تأسیس مرداد ۱۳۸۹                                                              | | حذف: ۱۳۹۰                                                                            |
| ۱۰۳۰       | پایانه شهید افشار (پارک وی) - پایانه شهید دستواره (نوبنیاد) تأسیس مرداد ۱۳۸۹                       | حذف: مهر ۱۳۹۳                                                                                                | ادغام در: پایانه لاله ۱۰۶ پایانه شهید افشار                                          |
| ۱۰۳۵       | میدان نوبنیاد (دستواره) - مترو شهید حقانی از مسیر خیابان پاسداران تأسیس بهمن ۱۳۸۲                  | حذف: ۱۳۸۹ | ادغام در: پایانه اوشان ۶۲۱۳ مترو شهید حقانی /حذف                                     |
| ۱۰۳۸       | شهرک قائم - پایانه تجریش تأسیس ۱۳۸۲                                                                | | شهرک قائم ۲۹۸ پایانه تجریش /برقرار                                                   |
| ۱۰۴۰       | میدان رسالت - میدان قدس از مسیر بزرگراه امام علی تأسیس اردیبهشت ۱۳۸۵                               | | میدان رسالت ۳۸۷ میدان قدس /برقرار                                                    |
| ۱۰۴۱       | شهرک شهید محلاتی - میدان رسالت تأسیس مهر ۱۳۸۲                                                      | ادغام در: شهرک شهید محلاتی ٢١۶ پایانه علم و صنعت شمالی                                                       | حذف: بهمن ماه ١۴٠١                                                                   |
| ۱۰۸۰ شبانه | میدان تجریش - میدان رسالت تأسیس ۱۳۸۳                                                               | | حذف: ۱۳۸۸                                                                            |
| ۱۱۸۰ شبانه | فرودگاه – میدان ونک تأسیس ۱۳۸۶                                                                     | | حذف: ۱۳۸۸                                                                            |
| ۲۲۱۱       | مترو چیتگر - تقاطع همت شریعتی تأسیس ۱۵ اسفند ۱۳۸۴                                                  | | پایانه مترو چیتگر ۳۲۶ تقاطع همت شریعتی /برقرار                                       |
| ۲۲۱۴       | شهرک دانشگاه - مترو چیتگر تأسیس ۲۵ اسفند ۱۳۸۴                                                      | شهرک دانشگاه ۲۵۱ مترو چیتگر                                                                                  | حذف                                                                                  |
| ۲۲۲۰       | شهرک شهید باقری - مترو ایران خودرو تأسیس ۱۳۹۰                                                      | ادغام در خط: دهکده المپیک ۴۳۵ پایانه مترو ایران خودرو / اجراء: ۵ اسفند ۱۳۹۷                                  | پایانه شهرک شهید باقری ۴۳۵ پایانه مترو ایران خودرو / اجراء: تیر ١۴٠٢                 |
| ۲۲۲۵       | شهرک هوا فضا- مترو چیتگر تأسیس ۱۳۸۵                                                                | | حذف                                                                                  |
| ۶۱۱۵       | میدان راه‌آهن - میدان تجریش تاسیس ۱۳۸۸                                                              | brt7 | میدان راه‌آهن ۱۰۷ پایانه تجریش/برقرار                                                 |
| ۶۲۱۳       | پایانه اوشان – مترو شهید حقانی تأسیس ۲۴ شهریور ۱۳۸۶                                                | | حذف: فروردین ۱۳۹۳                                                                    |
| ۶۳۲۶       | میدان راه‌آهن - میدان ولیعصر تاسیس شهریور ۱۳۹۰                                                      | brt7 | میدان راه‌آهن ۱۵۱ میدان ولیعصر /حذف: ۱۳۹۶                                             |
| ۶۳۲۸       | پایانه معین - پارک وی تاسیس مرداد ۱۳۹۱                                                             | brt7 | پایانه معین ۱۵۲ پارک وی/برقرار                                                       |
| ۷۲۰۳       | پایانه شهید براری – میدان ولیعصر تأسیس ۲۰ بهمن ۱۳۸۶                                                | | پایانه شهید براری ۳۱۰ میدان ولیعصر /برقرار                                           |
| ۷۲۰۷       | پایانه والفجر – میدان امام حسین تأسیس ۲۰ مهر ۱۳۹۰                                                  | | ادغام در: پایانه ثامن الحجج ۳۱۱ میدان شهداء                                          |
| ۷۹۰۳       | شهرک مفتح - مترو شهرری تأسیس ۴ تیر ۱۳۹۱                                                            | شهرک مفتح ۳۳۲ پایانه مترو جوانمرد قصاب                                                                       | برادران شهید ثابت‌نیا ۳۳۲ پایانه مترو جوانمرد قصاب /برقرار اجرا: اسفند ١۴٠١           |
| ۸۰۰۴       | قمصر - پایانه مترو شهرری تأسیس ۲۷ مهر ۱۳۸۷                                                         | | درسون آباد ۳۴۲ پایانه مترو شهرری /برقرار                                             |
| ۸۰۱۱       | میدان نبوت – چهارراه سبلان تأسیس ۲۰ مرداد ۱۳۹۲                                                     | | حذف: ۱۳۹۲                                                                            |
| ۸۳۰۵       | پایانه آزادی – سیدخندان تأسیس ۴ دی ۱۳۸۷                                                            | جایگزین خط مینی بوس ۶۲۲                                                                                      | پایانه آزادی ۳۶۸ سیدخندان /حذف‌‌: بهمن ١۴٠٢                                            |
| ۸۳۱۸       | پایانه آزادی – فرودگاه مهرآباد تأسیس ۱ فروردین ۱۳۹۲                                                | | حذف: ۱۳۹۳                                                                            |
| ۲۵۰۱       | چهارراه تهرانپارس - پایانه آزادی تاسیس مرداد ۱۳۸۶                                                  | خط ۱ بی‌آرتی                                                                                                  | چهارراه تهرانپارس ۱۰۱ پایانه آزادی /برقرار                                           |
| ۲۵۰۲ شبانه | چهارراه تهرانپارس - پایانه آزادی تاسیس شهریور۱۳۸۶                                                  | خط ۱ بی‌آرتی شبانه                                                                                            | چهارراه تهرانپارس ۹۰۱ پایانه آزادی /شبانه (برقرار)                                   |
| ۲۶۰۲       | پایانه خاوران - پایانه آزادی تاسیس خرداد ۱۳۸۷                                                      | brt2 | پایانه خاوران ۱۰۲ پایانه آزادی /برقرار                                               |
| ۲۶۳۵ شبانه | پایانه خاوران - پایانه آزادی تاسیس مهر ۱۳۸۷                                                        | brt2 شبانه                                                                                                   | پایانه خاوران ۹۰۲ پایانه آزادی /شبانه (برقرار)                                       |
| ۲۷۰۳       | پایانه علم و صنعت - پایانه خاوران تاسیس بهمن ۱۳۸۷                                                  | brt3 | پایانه علم و صنعت ۱۰۳ پایانه خاوران /برقرار                                          |
| ۲۷۱۴ شبانه | پایانه علم و صنعت - پایانه خاوران تاسیس اسفند ۱۳۸۷                                                 | brt3 شبانه                                                                                                   | پایانه علم و صنعت ۹۰۳ پایانه خاوران /شبانه (برقرار)                                  |
| ۲۷۰۶       | پایانه لاله - پایانه شهید افشار (پارک وی) تاسیس ۱۳۸۷                                               | | پایانه لاله ۱۰۶ پایانه شهید افشار (پارک وی) /برقرار                                  |
| ۲۷۳۹       | چهارراه اشراق(فلکه دوم تهرانپارس) - پایانه شهید دستواره نوبنیاد(معصومی) تأسیس ۱ تیر ۱۳۹۳           | | حذف: مهر ۱۳۹۳                                                                        |
| ۲۹۰۱       | پایانه جنوب - پایانه شهید افشار (پارک وی) تاسیس مرداد ۱۳۸۹                                         | brt4 | پایانه جنوب ۱۰۴ پایانه شهید افشار (پارک وی) /برقرار                                  |
| ۲۹۰۲ شبانه | پایانه جنوب - پایانه شهید افشار (پارک وی) تاسیس شهریور ۱۳۸۹                                        | brt4 شبانه                                                                                                   | پایانه جنوب ۹۰۴ پایانه شهید افشار (پارک وی) /شبانه (برقرار)                          |
| ۳۰۰۱       | پایانه علم و صنعت - پایانه بیهقی تاسیس مهر ۱۳۹۱                                                    | brt5 | پایانه علم و صنعت ۱۰۵ پایانه بیهقی /برقرار                                           |
| ۳۰۰۲ شبانه | پایانه علم و صنعت - پایانه بیهقی تاسیس مهر ۱۳۹۱                                                    | brt5 شبانه                                                                                                   | پایانه علم و صنعت ۹۰۵ پایانه بیهقی /شبانه (برقرار)                                   |
| ۳۰۱۴       | کوهسار - پایانه شقایق (متروارم سبز) تأسیس ۱۳۹۱                                                     | | پایانه کوهسار ۲۹۶ پ. شقایق (متروارم سبز) /برقرار                                     |
| ۳۰۱۵       | باغ فیض - پایانه شقایق (متروارم سبز) تأسیس ۵ اردیبهشت ۱۳۹۲                                         | | حذف                                                                                  |
| ۳۰۱۶       | شهدای کن - پایانه شقایق (متروارم سبز) تأسیس ۲۵ خرداد ۱۳۹۰                                          | | حذف                                                                                  |
| ۳۰۱۹       | پایانه شهید جوزانی – مترو چیتگر تأسیس ۳ اسفند ۱۳۸۴                                                 | | پایانه دریاچه ۳۲۷ پایانه مترو چیتگر /برقرار                                          |
| ۳۰۲۲       | پایانه جنت آباد - پایانه شقایق (متروارم سبز) تأسیس ۵ اردیبهشت ۱۳۹۲                                 | | پایانه جنت آباد ۲۳۳ پ. شقایق (متروارم سبز) /برقرار                                   |
| ۳۰۲۴       | شهرک شهید باقری - مترو چیتگر تأسیس ۱۰ آبان ۱۳۹۱                                                    | پایانه شهرک شهید باقری ٣٢۵ پایانه مترو ارم سبز                                                               | پایانه شهرک شهید باقری ۳۲۵ پایانه مترو چیتگر/ اجرا : مرداد ١۴٠٢/برقرار               |
| ۳۲۰۱       | پایانه خاوران - پایانه جنوب تاسیس تیر ۱۳۹۲                                                         | brt8 | پایانه خاوران ۱۰۸ پایانه جنوب/برقرار                                                 |
| ۳۲۰۲ شبانه | پایانه خاوران - پایانه جنوب تاسیس مرداد ۱۳۹۲                                                       | brt8 شبانه                                                                                                   | پایانه خاوران ۹۰۸ پایانه جنوب/شبانه (برقرار)                                         |
| ۳۵۰۱       | پایانه مترو جوانمرد قصاب - پایانه لاله تاسیس اسفند ۱۳۹۲                                            | brt9 | پایانه مترو جوانمرد قصاب ۱۰۹ پایانه لاله/برقرار                                      |
| ۳۵۰۲ شبانه | پایانه مترو جوانمرد قصاب - پایانه لاله تاسیس اسفند ۱۳۹۲                                            | brt9 شبانه                                                                                                   | پایانه مترو جوانمرد قصاب ۹۰۹ پایانه لاله/شبانه (برقرار)                              |
| ۳۶۰۱       | دانشگاه علوم و تحقیقات - میدان آزادی تاسیس تیر ۱۳۹۰                                                | brt10 | دانشگاه علوم و تحقیقات ۱۵۳ میدان آزادی/برقرار                                        |
| ۳۶۰۲ شبانه | دانشگاه علوم و تحقیقات - پایانه آزادی تاسیس مهر ۱۳۹۰                                               | پایانه جنت‌آباد brt10 شبانه پایانه آزادگان                                                                    | دانشگاه علوم و تحقیقات ۹۱۰ پایانه آزادگان/شبانه (برقرار)/ اجرا: خرداد ١۴٠٢           |
| ۳۶۰۳       | نوروز آباد - پایانه بوتان تأسیس دی ۱۳۹۲                                                            | بیمارستان فیاض بخش ۲۵۴ پایانه بوتان                                                                          | بیمارستان فیاض بخش ۲۵۴ پایانه مترو نعمت‌آباد /برقرار                                  |
| ۱۱۰        | دانشگاه علوم و تحقیقات - پایانه آزادگان تاسیس ۱۳۹۵                                                 | پایانه جنت‌آباد brt10 پایانه آزادگان                                                                          | دانشگاه علوم و تحقیقات ۱۱۰ پایانه آزادگان/برقرار/ اجرا: خرداد ١۴٠٢                   |
| ۱۵۴        | پایانه شهید افشار (پارک وی)- میدان جمهوری تاسیس 1396                                               | brt4 | پایانه شهید افشار (پارک وی) ۱۵۴ میدان جمهوری /برقرار                                 |
| ۹۱۱ شبانه  | میدان راه‌آهن - میدان امام حسین تأسیس ۱۳۹۳                                                          | | میدان راه‌آهن ۹۱۱ میدان امام حسین / شبانه /حذف: ۱۳۹۹                                  |
| ۹۱۲ شبانه  | پایانه جنوب - میدان فردوسی تأسیس ۱۳۹۳                                                              | | حذف: ۱۳۹۷                                                                            |
| ۴۲۰        | میدان صنعت - پل مدیریت تأسیس ۱۳۹۴                                                                  | | میدان صنعت ۴۲۰ پل مدیریت /برقرار                                                     |
| ۴۲۱        | پایانه شهران - پایانه مترو ارم سبز تأسیس بهمن ۱۳۹۴                                                 | | پایانه شهران ۴۲۱ پایانه مترو ارم سبز /برقرار                                         |
| ۴۲۲        | سیدخندان - شهید مطهری تأسیس فروردین ۱۳۹۴                                                           | | سیدخندان ۴۲۲ شهید مطهری /برقرار                                                      |
| ۴۲۳        | باغ فیض - پایانه مترو صادقیه تأسیس بهمن ۱۳۹۴                                                       | | باغ فیض ۴۲۳ پایانه مترو صادقیه /برقرار                                               |
| ۴۲۴        | انتهای بلوار عدل – پایانه مترو ارم سبز تأسیس بهمن ۱۳۹۴                                             | | انتهای بلوار عدل ۴۲۴ پایانه مترو ارم سبز /برقرار                                     |
| ۴۲۵        | پایانه خاوران - شهر آفتاب تأسیس اردیبهشت ۱۳۹۵                                                      | | حذف                                                                                  |
| ۴۲۶        | میدان رسالت - شهر آفتاب تأسیس اردیبهشت ۱۳۹۵                                                        | | حذف                                                                                  |
| ۴۲۷        | میدان آزادی - شهر آفتاب تأسیس اردیبهشت ۱۳۹۵                                                        | | میدان آزادی ۴۲۷ شهر آفتاب /برقرار                                                    |
| ۴۲۸        | میدان صنعت - شهر آفتاب تأسیس اردیبهشت ۱۳۹۵                                                         | | میدان صنعت ۴۲۸ شهر آفتاب /برقرار                                                     |
| ۴۲۹        | پایانه جنوب - شهر آفتاب تأسیس اردیبهشت ۱۳۹۵                                                        | | پایانه جنوب ۴۲۹ شهر آفتاب /برقرار                                                    |
| ۴۳۰        | میدان راه‌آهن - شهر آفتاب تأسیس اردیبهشت ۱۳۹۵                                                       | | میدان راه‌آهن ۴۳۰ شهر آفتاب/برقرار                                                    |
| ۴۳۱        | پایانه بیهقی - شهر آفتاب تأسیس اردیبهشت ۱۳۹۵                                                       | | پایانه بیهقی ۴۳۱ شهر آفتاب /برقرار                                                   |
| ۴۳۲        | پایانه شاهد - شهر آفتاب تأسیس اردیبهشت ۱۳۹۵                                                        | | حذف                                                                                  |
| ۴۳۳        | پایانه نعمت‌آباد - شهر آفتاب تأسیس اردیبهشت ۱۳۹۵                                                    | | پایانه نعمت‌آباد ۴۳۳ شهر آفتاب /برقرار                                                |
| ۴۳۵        | شهرک علوم‌ انتظامی - پایانه جنت آباد تأسیس ۱۳۹۵                                                     | دهکده المپیک ۴۳۵ پایانه مترو ایران خودرو                                                                     | پایانه شهید باقری ۴۳۵ پایانه مترو ایران خودرو /اجرا: تیر ۱۴۰۲ ، دایر                 |
| ۴۳۶        | پایانه دریاچه - پایانه مترو وردآورد تأسیس ۱۳۹۵                                                     | | پایانه دریاچه ۴۳۶ پایانه مترو وردآورد /برقرار                                        |
| ۴۳۷        | یافت آباد - پایانه مترو نعمت‌آباد تأسیس بهمن ۱۳۹۵                                                   | | ادغام در: بیمارستان شهید فیاض‌بخش ۲۴۳ پایانه مترو نعمت‌آباد/ اجرا: زمستان ١۴٠١/ فعال   |
| ۴۳۹        | شهرک ولیعصر - پایانه مترو نعمت‌آباد تأسیس بهمن ۱۳۹۵                                                 | | ادغام در خط :پایانه بوتان ۳۹۲ پایانه مترو نعمت‌آباد                                   |
| ۴۴۰        | شهرک علوم انتظامی - مترو استادیوم تأسیس ۱۳۹۵                                                       | | حذف: اسفند ۱۳۹۷                                                                      |
| ۴۴۱        | پایانه کاوه - شهر آفتاب تأسیس ۱۳۹۵                                                                 | | پایانه کاوه ۴۴۱ شهر آفتاب /برقرار                                                    |
| ۴۴۸ (برقی) | میدان‌خراسان - میدان شوش تأسیس ۱۴۰۰                                                                 | | میدان‌خراسان ۴۴۸ میدان شوش /برقرار                                                    |
| ۴۴۹        | پایانه مترو شاهد - ندامتگاه تهران بزرگ تأسیس ۱۴۰۰                                                  | | پایانه مترو شاهد ۴۴۹ ندامتگاه تهران بزرگ /برقرار                                     |
| ۴۵۰        | میدان راه آهن - مصلی حضرت امام خمینی(ره) تأسیس اردیبهشت ۱۴۰۲ (ویژه‌ی نمایشگاه بین‌المللی کتاب تهران) | | حذف: خرداد ١۴٠٢                                                                      |
| ۴۵۰        | مروارید شهر، شهرک الهیه غرب - پایانه متروی وردآورد تأسیس خرداد ۱۴۰۲                                | | متروی وردآورد ۴۵٠ شهرک الهیه/ فعال                                                   |
| ۴۵۱        | دانشگاه علوم و تحقیقات - پایانه جنت آباد تأسیس خرداد ۱۴۰۲                                          | | دانشگاه علوم‌ و تحقیقات ۴۵۱ پایانه جنت آباد/ فعال                                     |
| ۱۷۱        | دانشگاه علوم و تحقیقات - پایانه آزادی تاسیس ۳ مهر ۱۴۰۲                                             | مخصوص دانشجویان                                                                                              | دانشگاه علوم و تحقیقات ۱۷۱ پایانه آزادی/برقرار                                       |
| ۴۵۲        | پایانه شرق جدید - چهارراه تهرانپارس تأسیس ۱۱ تیر ۱۴۰۳                                              | | پایانه شرق جدید ۴۵۲ چهارراه تهرانپارس/ برقرار                                        |
| ۴۵۳        | پایانه مترو شهرری - فیروزآباد تأسیس اول مرداد ۱۴۰۴                                                 | | پایانه مترو شهرری ۴۵۳ فیروزآباد/ برقرار                                              |